# 共济会

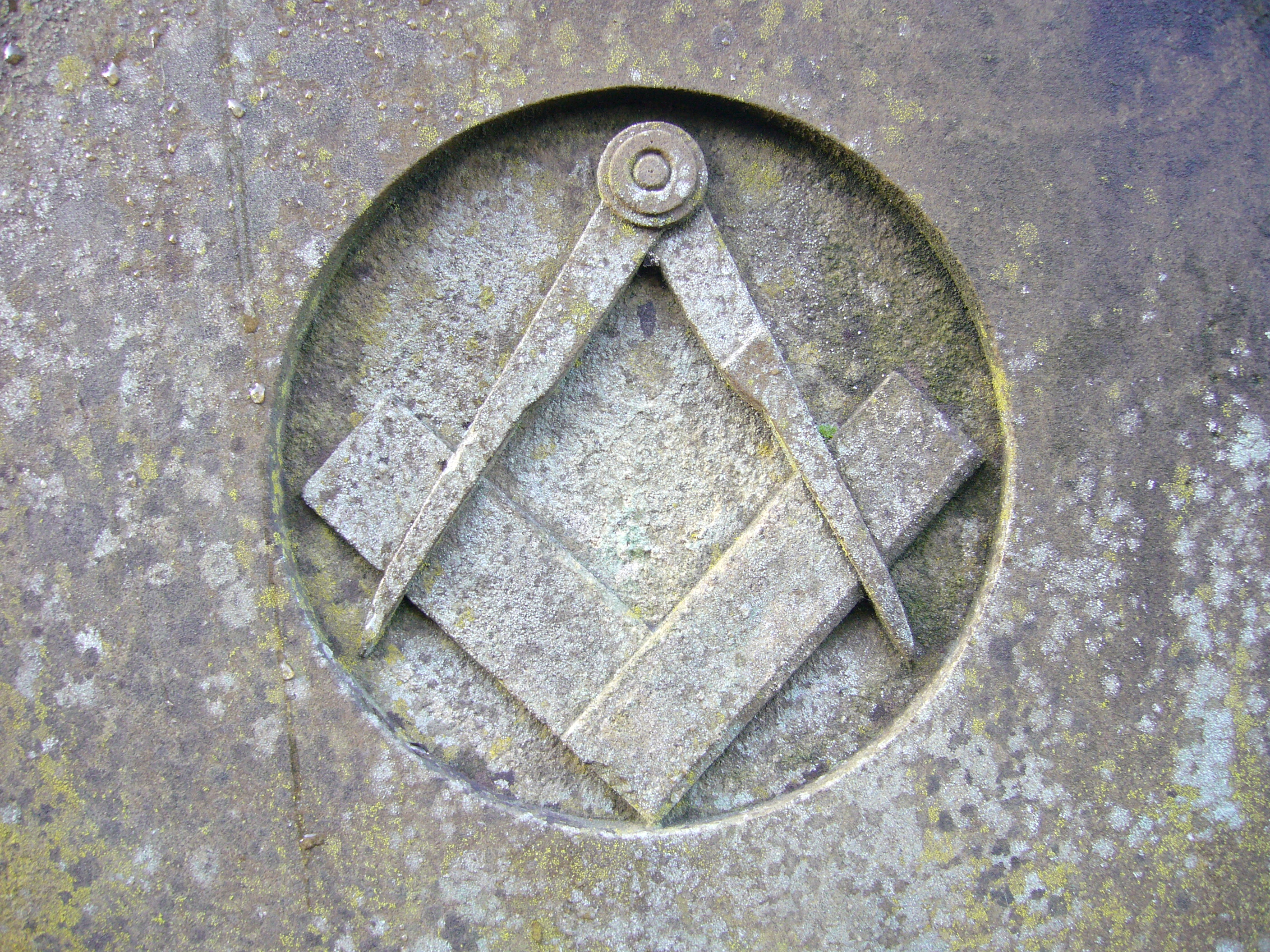
刻在石头上的共濟會标志角尺和圓規

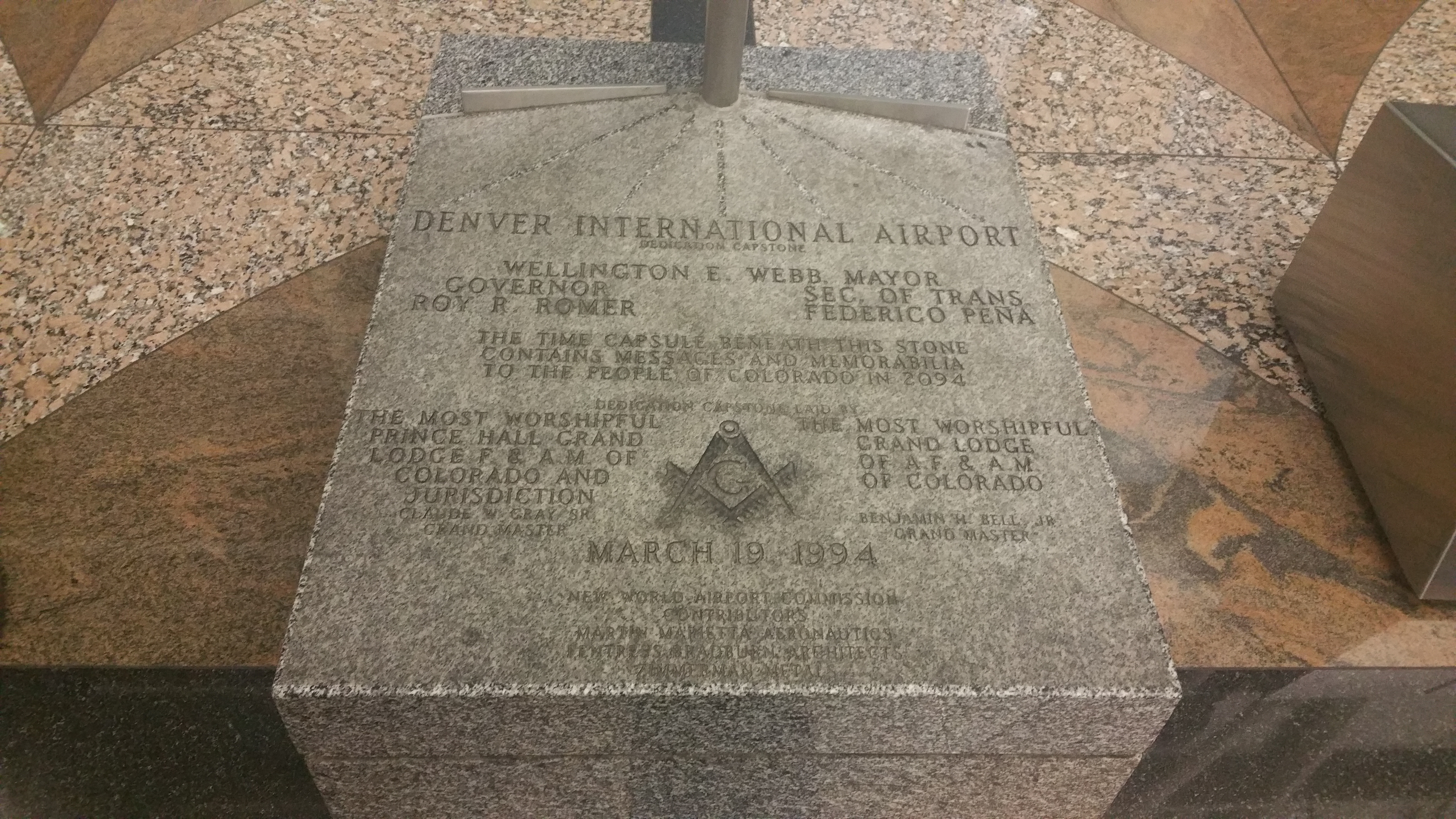
丹佛国际机场里的共濟會符号纪念碑

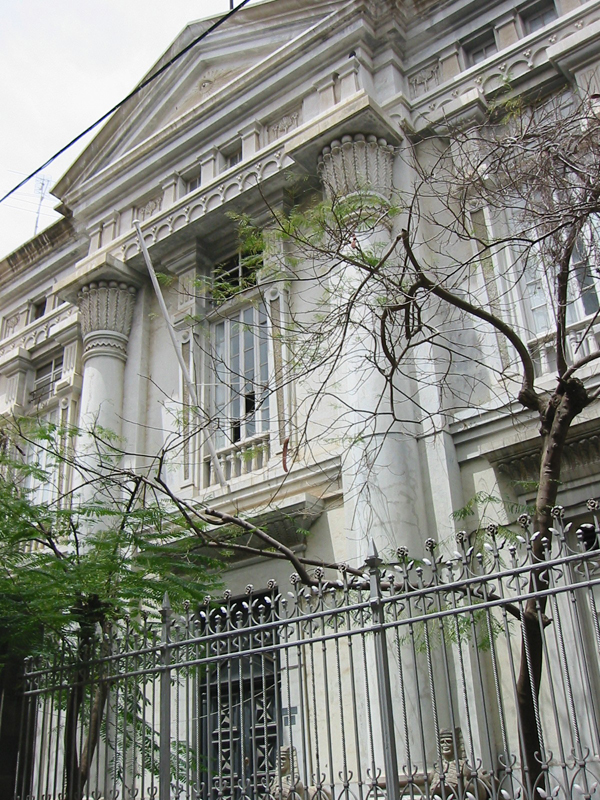
位於西班牙加納利群島的圣克鲁斯-德特内里费共济会會所

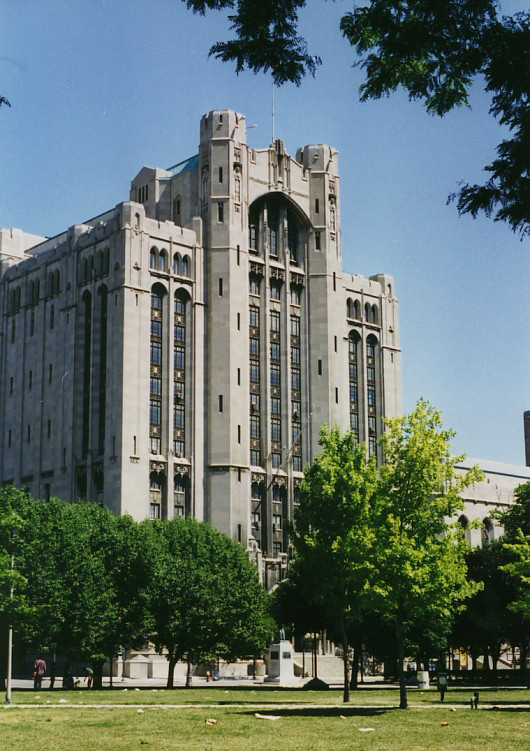
底特律共濟會會所是世界上最大的共濟會會所。該會所在其奠基儀式上使用了喬治·華盛頓為美國國會大廈奠基時所用的木槌。1980年被列入美國國家史跡名錄。

共濟會，是一个會所遍布全球的兄弟会组织，由中世纪末歐洲地区的石匠行業協會演变而来，現代的共濟會起源於英格蘭，英國共濟聯合總會成立於公元1717年，愛爾蘭總會和蘇格蘭總會分別成立於1725年和1736年，這三個總會成為全球所有總會的起源。
英國共濟聯合總會建立後，共濟會的精神哲理迅速擴散至歐洲大陸和美洲，其成員在各個國家成立了自己的共濟會總會，網羅了世界上無數的政要與財閥，如杜魯門等14位美國總統，如喬治·華盛頓、朱塞佩·加里波第、黎剎、穆斯塔法·凱末爾·阿塔圖克、西蒙·玻利瓦爾等國父，又如伏爾泰、孟德斯鳩等啟蒙運動的哲學家，或是維克多·雨果、柯南·道爾等小說家，還有莫扎特、海頓等音樂家，再如鲁道夫·施泰纳、亞歷山大·弗萊明等科學家，或是迪士尼創辦人華特·迪士尼等等重要人物皆入會，目前全球約有400萬以上的會員。
共濟會的會員等級制度至今仍帶有濃厚的中世紀色彩，除了承襲石匠的建築工藝之外也受到當時騎士精神和啟蒙運動的影響，化為自己獨特的儀式、標誌、辨認方式和獨特的教育系統。共濟會組織其會員遍佈眾多國家和地區的学术界、艺术界、政界和商界。
共濟會沒有統一的中央組織主宰，加入者需與各地的共濟會聯繫，獲得兩位共濟會會員作為介绍人才可以提交申請。歷史上大多數共濟會會所只接受男性入會，直到20世紀開始，才開始有以共濟會為名義成立並只接受女性入會的組織，例如：女子共濟會（OWF）與古代共濟會（Honourable Fraternity of Ancient Freemasons，HFAF）
於2024年6月，英國共濟聯合總會（UGLE）、女子共濟會的秩序（OWF）和古代共濟會（HFAF）這三個機構發表聯合聲明，共同宣布成立歷史性的共濟會理事會（Council for Freemasonry in England and Wales），目的是以消除誤解，解決面臨的挑戰，並促進包容等基本原則。儘管現仍有錯誤說法稱共濟會僅限男性加入，但女子共濟會已經成為英國共濟會一個世紀以來不可或缺的一部分。新成立的理事會將為合作提供一個正式的平台，促進各機構的社區服務目標，協調與其他組織的溝通和交流，並推動會員增長，尤其是女性會員。理事會將由每個大會的領袖組成，每屆大會將嚴格輪流擔任為期12個月的主席。理事會的成立是增進合作、消除誤解，以及弘揚共濟會價值觀的關鍵一步。
由於早期共濟會在歷史上曾多次分裂，現代共濟會組織雖然分佈廣泛，卻已經完全沒有統一的中央組織，但現存的共濟會組織仍可大致分為兩種類別：
常規系（Regular）共濟會主要是英美法系地區的會所，每個成員都必須承認有最高主宰的存在，傳統上完全拒絕接納女性入會，但也有只收女性的會所，根據英國共濟聯合總會的憲章，禁止於會中討論宗教和政治議題。
大陆系共濟會主要是歐陸法系地區的會所，在歷史上承認法蘭西大東方社，它們有些會混合女性及男性會員於同一會所，或接受無神論者為會員。兩者均違反常規系共濟會的宗旨，所以大多數常規系共濟會會所和會員不承認大陸系，或將大陸系共濟會稱為“非常規系”。
共濟會基本宗旨為倡導博愛、自由、慈善，追求提升個人精神內在美德以促進人類社會完善。

## 詞源
共濟會亦稱石匠工會、美生會、規矩會，英文的字面意義是自由石匠工會。「自由」指有自由意志，並不是奴隸受人指示加入。中文「共濟會」一詞取其組織性質，「共濟」僅為會中其中一項原則，共濟會亦包括其他精神，如誠信、友誼（兄弟情）、尊重和服務。其會員稱為「美生」（英語：Mason，意為石匠；音譯更能表達整體意思），會員之間以兄弟互稱。
於18世紀初，一批於生活於中國的外國籍共濟會會員（他們大多為傳教士，英美的商人或外交官）曾討論"Freemasonry"的中文譯名，曾考慮用「正會」或「規矩會」。
洪門為清朝主要的秘密結社，其英文名稱為「Chinese Freemasonry」，儘管英文是同一個字並採用了共濟會的圖像標誌，但和共濟會沒有直接及從屬關係。

## 歷史

### 古代共濟會
根據其正式文獻《共濟會憲章》第一部《歷史篇》的解释，共濟會起源於西元前4000年，這一年被共濟會稱為光明之年或光明元第一年，以“A L”標記。他們自稱是遠古奧秘的守護者，通曉天文地理及宇宙的奥秘。有人認為共濟會起源於參加建造古代巴比倫巴別塔的石匠工会，亦有說法指共濟會最早起源於一批建造耶路撒冷的第一圣殿的石匠。古代共濟會是一個不對外公開建築技藝的石匠行業協會。有文字記載的最早紀錄約為1390年。有證據顯示在苏格兰最早出現石匠會所的時間是16世紀末期，當時共濟會的性質仍為石匠工會。

### 近代共濟會
現代共濟會正式出現的最早記載是在1646年, 以利亞斯・阿什莫爾（Elias Ashmole）於1646年在威靈頓（Warrington）的一間共濟會會所記錄了他成為會員的經歷，這是現存最早有記錄的英格蘭象徵性共濟會員接納儀式。雖然如此，當時在場且列名的人，肯定更早已被接納入會。
自17世紀60年代起，有更多證據顯示紳士階層成為共濟會會員。
1717年6月24日（聖約翰日），倫敦已有一段時間的四個共濟會分會在聖保羅教堂庭院的「鵝與烤架酒館」聚集，宣佈組建大會（Grand Lodge），並選舉安東尼・賽耶（Anthony Sayer）為首位大師。這是全球首個大會，也是英格蘭聯合大會的起源。
新成立的英格蘭聯合大會於1723年首度出版了會規《共濟會憲章》（The Constitutions of the Free-Masons），並開始每季召開並記錄會議。2023年，英國聯合大會慶祝該憲章出版三百週年，啟蒙運動的精神為現代共濟會奠定了哲學基礎。英格蘭、美國、歐洲紛紛舉行慶祝活動。
愛爾蘭大會（Grand Lodge of Ireland）及蘇格蘭大會（Grand Lodge of Scotland）分別於1725年及1736年成立。
於1751年，倫敦出現對立大會，倫敦的蘇格蘭與愛爾蘭共濟會員組建了對立大會，自稱「古學派」（Antients），稱原本大會為「現代派」（Moderns）。兩派並存近63年，互不承認。直至1813年12月27日，英格蘭兩大會於合併為聯合大會（United Grand Lodge of England），標誌著儀式、程序、徽章的高度標準化。以「博愛、救濟、真理」為核心價值——現以誠信、尊重、友誼、服務為指導原則——吸引各界人士並遍及全球。在沒有福利國家的年代，共濟會設慈善組織照顧會員及家人，後來成為國內廣大社區公益的重要推手。
自1775年起，英格蘭共濟會的總部設於大皇后街（Great Queen Street）。
1776年美國獨立戰爭後，十三個聯邦州的「現代派」（Moderns）和「古學派」（Antients）相繼獨立於倫敦總會之外。分裂原因在於部分會所反對近代派對英國王室的擁護，成立主張共和理念的「古學派」，認為保皇思想為異端，雙方長期對立。古學派共濟會員強烈支持美國獨立運動，許多美國建國元勳亦屬該派。1813年兩派和解，重新成立英格蘭聯合總會，而北美共濟會因長期獨立，保留兩派分別的會堂與習俗，後亦相互和解。共濟會派系分裂對英國影響深遠，間接導致失去北美肥沃殖民地。19世紀中葉起，英格蘭共濟會逐漸走向保守，放棄早期的社會改革角色，不再反對君主立憲制。
此外，共濟會總會陸續於美國及歐洲大陸各國設立分會，凡有貿易與軍事蹤跡之地（如殖民地）皆成立會所，例如中國於1840年代先後於香港與上海設立最早分會。
第二次大分裂出现在19世纪中期的法国。根据1723年的《安德森宪章》写道：“共濟會员在入会后，必须服从其道德规范，如果他懂得这艺术，他永远不会是一个愚蠢的无神论者，也不是一个没有信仰的花花公子。”然而，在1875年的洛桑大会上，法兰西大东方社决定开始接纳无神论者入会，废除了共濟會传统的“宇宙间伟大建筑师”的理念。法国大东方社(法語：Grand Orient de France，GODF)热衷于政治活动，并且與天主教会关系不佳，批评天主教会对法国同性婚姻合法化的阻挠。
英格兰联合总會所（UGLE）根据宪章规定在會所内严禁会员讨论任何宗教与政治话题，而法国大东方社的改革违背了这些传统，于是总会在1877年撤回之前对大东方社分會地位的认可，其他英语系的會所紛紛響應了总会的这一决定，宣告与大东方社之间正式绝裂。随后几十年间，大东方社内部由于有会员不满的改革，大东方社内部再次陆续分裂出了多个总会，比如法国总會所（Grande Loge de France）与法兰西民族总會所（Grande Loge Nationale Française），还有共濟會最早的接受女性会员的人权社（Le Droit Humain），但其中只有法兰西民族总會所被英格兰联合总會所承认。

### 在二战前后
二戰期間，共濟會進入黑暗期，各地不少的會員受到牽連。
在欧洲，法西斯政权的国家对共濟會进行了取缔，所有會所都被迫关闭，法国共濟會也在战争中遭受挫折。纳粹德国甚至对境内的共濟會成员进行了有组织屠杀，与犹太人一起关进集中营，纳粹指控共濟會与犹太人密谋统治欧洲，他们捏造一些文件如反犹主义的《锡安长老会纪要》等也在这个时候大肆传播。除了被法西斯破坏，东欧的共濟會则在社会主义国家受到了打击，直到20世纪90年代，原苏联地区的共濟會會所才重新恢复。目前在南欧与东欧主要流行大东方体系的共濟會。
在亚洲，萌芽中的共濟會遭到了军国主义严重破坏。除了菲律宾共濟會在战争时期受影響较小之外，其他地区都遭到日军取缔，其中日本国内的共濟會會所全部关闭，新加坡曾有250位被囚禁於日軍佔領禁囚的樟宜監獄（Chang Prison）, 中国境内的则在中華民国国民政府支持下缓慢成长，但许多总會所都在戰事期间关闭，日军战败投降以后美國透過菲律賓总会支持下中國美生总会重迎開放，但是不久因中华人民共和国建立而再次逐渐衰落，直到近些年才在台湾共濟會总会支持下恢复運作；在香港的雍仁会馆则被日军完全炸毁，台湾共濟會早期在日治时期也曾被停止，战后美國透過菲律賓总会協助復原；此前香港共濟會与新加坡共濟會由英国传入。
大部分二战之后建立的伊斯兰国家也公开反对共濟會，除了维护政教合一制度外，还有与纳粹一样认为共濟會是犹太人的组织，尤其是自以色列复国以后。因为共濟會与中世纪圣殿骑士团关系密切，也导致穆斯林对其反感。

## 理念
共濟會的理论继承了诺斯提教派的神秘主义宗教思想，也包含了13世纪左右兴起的犹太密教卡巴拉、中世纪炼金术的诸多元素。
共濟會习惯运用比喻与象征来传递理念，因此在其教学体系中运用了大量的象征符号，懂得并熟知这些符号的含义是成為会员非常重要的一个部分。
共濟會的许多象征符号都与建筑和石匠技术有关，最常见的就是角尺和圆规。在许多非石匠的会员加入之后发展的标志多与炼金术以及跟圣殿骑士有关。
当石匠成为会员时，共濟會的职责并非只是教导建筑技艺。它更利用中世纪石匠的工藝作为道德发展的隐喻。因此，共濟會的象征符号是中世纪石匠所使用的普通工具，例如工作围裙（原是羊皮制的）、锤子、梯子、水平仪等。

共濟會代表性標誌

字母G、角尺和圓規组成的象征符号（寓意画）是共濟會最基本的代表性徽章，角尺和圓規都是石匠测绘使用的工具，在共濟會思想中它们代表着会员完善自身所使用的道具。
每个共濟會會所几乎都有角尺与圆规的符号為裝飾，它可能由象征符号六芒星变化而来，方矩代表六芒星中向下的正三角形真理、而圆规代表向上的正三角形道德，两者的结合代表阴阳调和、「真理」和「道德」的「和谐」、行动和节制的规范。
圆规、角尺和法典是会员完成个人实践、突破三重黑暗、重见理性光明的过程中必不可少的工具，因此被称为三重伟大之光（三大明光）。
角尺是會所导师的徽章，“安置”会员走向公民义务的正确途经，代表道德规范，角尺也是一种工具，让不同的元素统合有序。圆规是共濟會的重要徽章，圆规象征上帝画出他对世界的计划。尺规中間的G代表伟大的造物主或指是几何学家，要所有生命學著創造美好，从而完成伟大的作业。
共濟會的象征符号也是礼仪中的重要组成部分，共濟會的礼仪主要是在会员晋级的授予仪式上举行。在历史发展中，各地的共濟會演化出多种不同的礼仪形式，现代英美共濟會在服饰和仪式上主要分为约克礼和苏格兰礼，其中的约克礼主要分布于不列颠，苏格兰礼主要分布于北美和欧洲大陆，在美国分为南北两个独立部门，并在细节上有一些差别。另有古老的玫瑰十字礼仪、法兰西礼仪、孟菲斯-米思兰礼仪等也各具特色。
共濟會的标准礼仪服装包括围裙、领饰、胸饰、护腕，黑色西服等，不同级别的服饰及装饰物图案都不一样，在不同礼仪里面又各自稍有不同。

## 组织

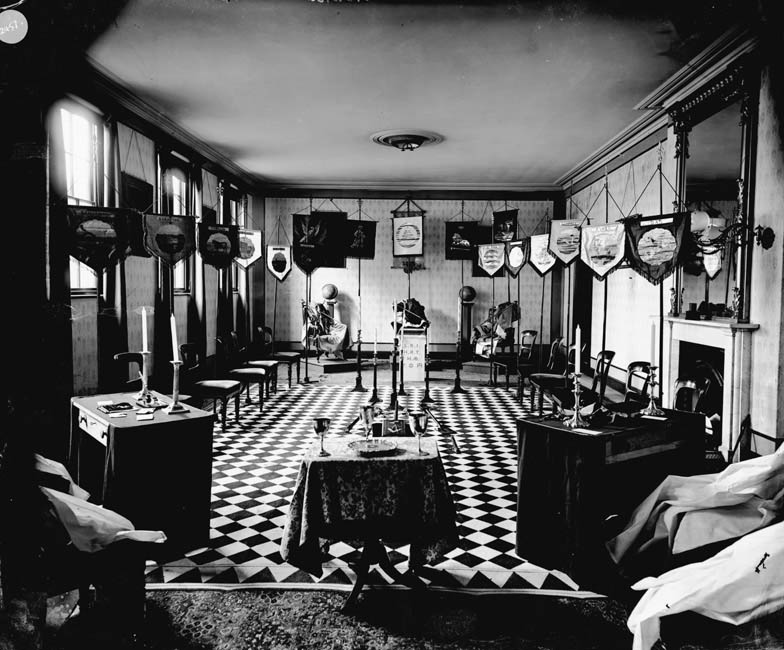
20世纪初一个位于英国薩福克郡會所的内景

共濟會在全球都有發展，但並沒有一個統一的全球中心。

### 會所架構
共濟會分為兩級組織：會所和總會所。會所名稱為阿拉伯數字編號和地名的組合。總會所是共濟會的最高組織形式，各總會所之間的關係是平等的，各自獨立運作。由於不同會所間有不同的慣例，各總會所之間在儀式上會有一些差異。總會所往往是在司法管轄區內以當地政府認可的社團形式註冊的合法機構，例如社團，公司等形式。
而在英國共濟聯合總會其下的新會所，都必須由現有會所為支持會所(Supporting Lodge) 所衍生。英國共濟聯合總會的網頁列出其下會所的家族樹 （页面存档备份，存于）。而不同會所的基本資料亦可見於英國共濟聯合總會的資料庫 （页面存档备份，存于）。

### 會員制度
共濟會屬封閉的社團，基本入會要求如下：
- 男性
- 年滿廿一歲 （特殊情況可申請豁免）

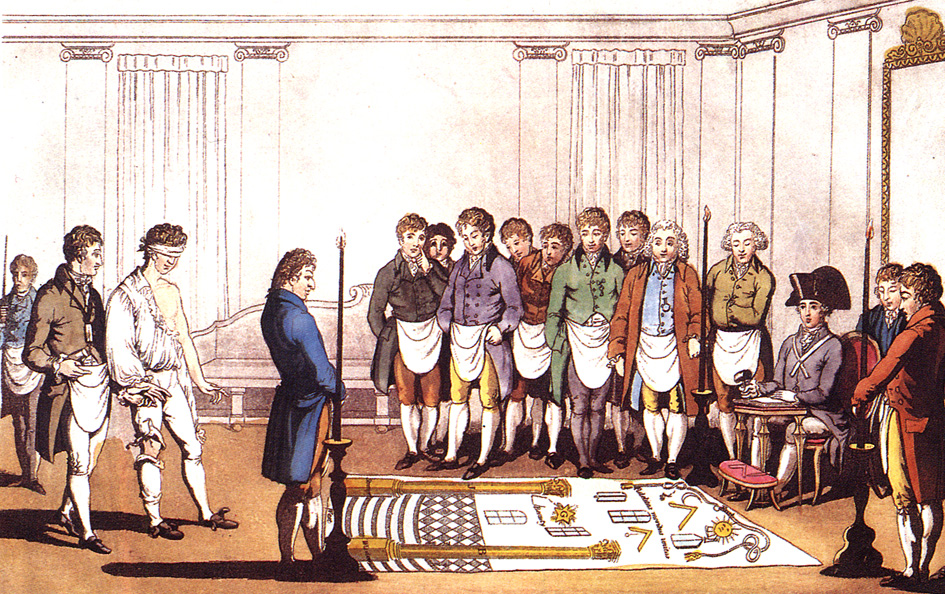
18世紀入會儀式

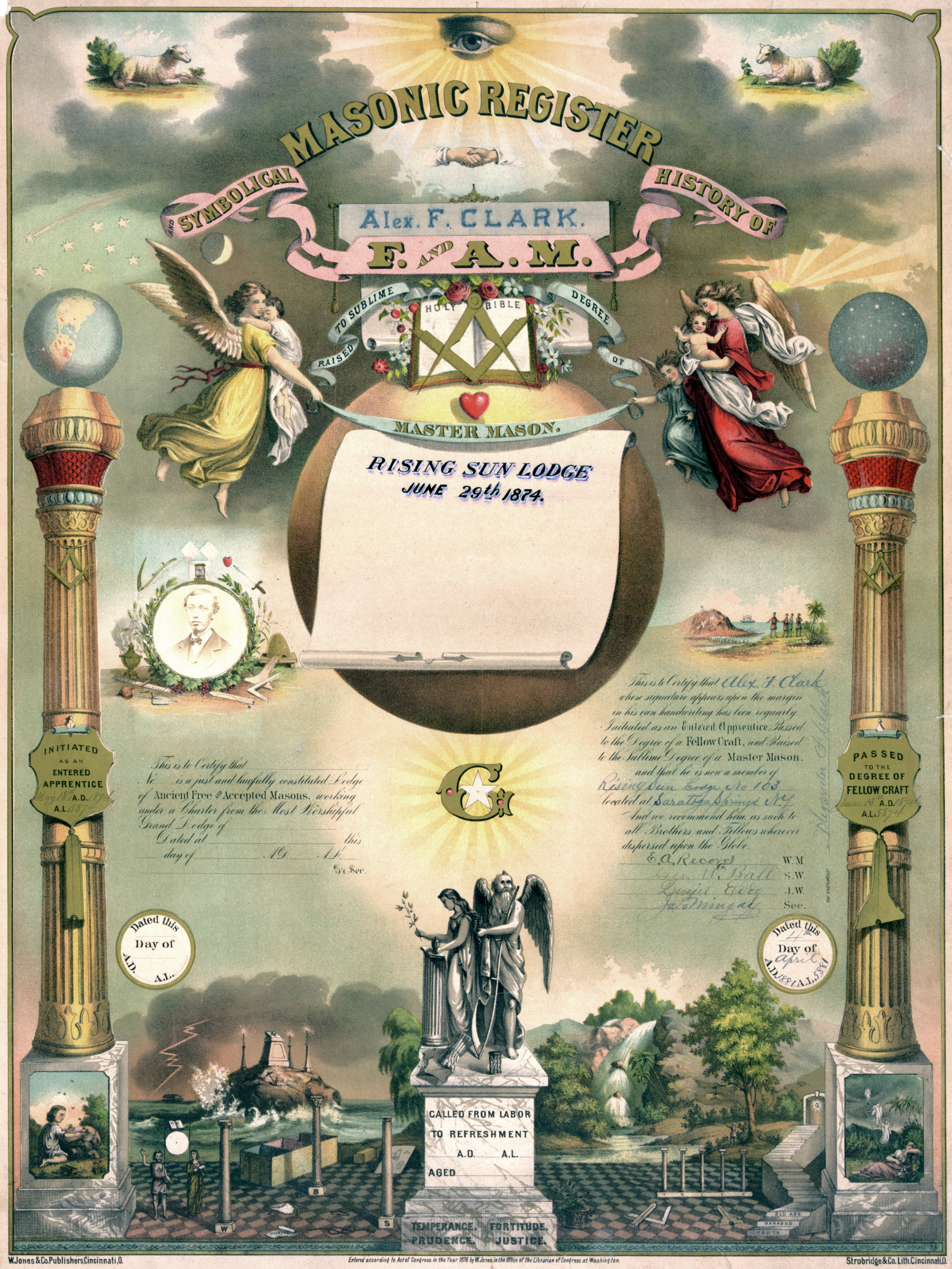
19世纪发给获得3°会员的证书

- 相信有最高主宰(Superme Being) 存在，不是無神論者，不論任何宗教
- 需有兩位以上現有的共濟會兄弟推薦[22]
- 品行高尚，有些地區甚至乎需要申請無犯罪記錄證明

欲加入兄弟之等候時間，通常會有短則半年，長則無限期的時間，這視乎不同分會的慣例。但現代有些地區如歐洲大陸與北美的共濟會可以允許外人獨自申請，會有資深會員來考核，通過後即可擔任推薦人而入會。
共濟會的儀式主要是以建造耶路撒冷聖殿的事件為主軸。根據共濟會傳說，共濟會的始祖為以色列王国时代的海勒姆，他是建造耶路撒冷聖殿（第一聖殿）的建築師，被三個因妒忌他地位和技能的工匠所殺，埋於殿內的青銅墓裏，但不久即將再度復活。因此，凡加入共濟會者，都要舉行一場象徵死亡和復活的儀式。
雖然初期共濟會仍舊奉行嚴守內部秘密的規定，但是1745年在阿姆斯特丹匿名出版的一本書籍完整透露了共濟會內部規定、活動內容甚至入會禮儀等細節。然而共濟會也因此漸漸公開活動，會員不再隱瞞自己身分，他們也會公開進行慈善活動，會員組成也逐漸向中產階級為主。現代的共濟會除了內部表明各級別的暗語和手勢內容仍舊保密之外，其他活動基本上全部公開。
共濟會蘇格蘭禮儀式共分為33個級別，用度數的符號「°」表現，但只有1°到3°涉及到等級概念：
- 1°會員被稱為“學徒” (工徒)（英語：Entered Apprentice），非正式會員
- 2°會員被稱為“技工” (工員)（英語：Fellow Craft），非正式會員
- 3°會員被稱為“導師” (工師)（英語：Master Mason），正式會員

1°-3°的級別授予在分會所舉行，從3°到33°各級別間都是平級的，但需要到總會所申請才能授予。不同的級別在共濟會意味著不同的研究學習內容，也代表了會員在不同時期的發展；比如33°是為榮譽頭銜。工師級別3°與以上各級之間都是平等的關系。
今天的共濟會大约有600萬人，蘇格蘭和愛爾蘭會籍上約有15萬名會員，英格蘭會籍上約有25萬名會員，法国约20萬人，美國境內也有約200萬名會員，香港有2,000人左右。
共濟會會員更幾乎佔滿每一頁西方近代史，包括英國等歐洲王室成員，如愛丁堡公爵菲利普親王和美國多任總統。

#### 知名會員
由于历史上的会员名单文件有遗失或从未公开，确认某人是否是共濟會會員有一定的困难。

## 各地组织

### 欧美

#### 英國

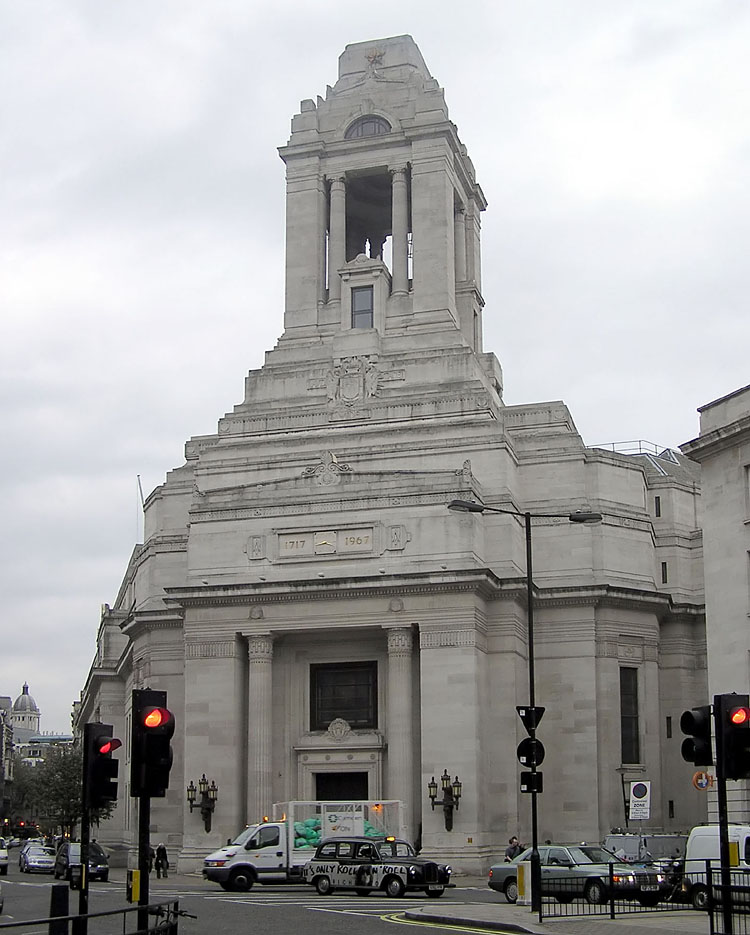
英國共濟聯合總會會堂

初期共濟會名义上对志愿者不作限制，人人平等，但是当时只有白人贵族和上层资产阶级可以入会，为了争取更大的影响力，共濟會不断地招收贵族入会并且希望能够得到王室垂青。从第二代总导师蒙塔魁公爵（1721年就任）开始，大贵族在一段長时间支配著共濟會。1722年沃顿公爵成为新一代总导师，继续奉行上层路线政策。1737年3月5日，英王乔治二世的长子王储弗雷德里克王子在伦敦的临时會所加入共濟會。次年，安德森修改了《共濟會宪章》并且将新版宪章献给皇储。虽然这位弗雷德里克王子早逝，没有坐上王位，但是其长子也就是乔治三世维持共濟會的政治地位，之后王室和共濟會保持着良好关系，乔治四世、乔治六世、爱德华七世、爱德华八世都是共濟會会员。
英国共濟會于1753年分裂为「古學派」（Antients）和「現代派」（Moderns），双方长期对立，直到1813年才告和解。在19世纪中叶之后英国共濟會迅速丧失其社会改革的锐意和先驱性。而共濟會分裂给英国带来的负面影响是丧失了肥沃的北美殖民地，北美独立运动的先驱者几乎都是共濟會会员。
19世纪中后期英国的上层社会中充斥着共濟會会员。当然，由于共濟會禁止女性入会，所以維多利亞女王本人肯定不是其会员之一，但是当时的皇储爱德华七世和其长子艾伯特·维克托王子都是共濟會会员。今天，英国高级神职人员、富豪和贵族在英国共濟會中所占比例急剧减小，普通公民較多。

##### 有關英國國會議員需申報為共濟會會員既有規則與實際情況
- 英國國會（包含上下議院）設有《利益登記冊》（Register of Interests），規定議員需申報可能影響公職表現的所有財務及非財務利益。2005年度的上議院規則明確指出議員必須將「被認為可能影響其履行議會職責的具體利益」公開登錄，但規則中特別註明不必聲明教會、宗教或準宗教團體的成員身分，對於共濟會會員資格則無強制規定必須申報。[30][31]
- 下議院亦採取類似原則。雖有個別議員及泛倫敦自由民主黨議員提出相關改革建議，主張應強制公開秘密結社（如共濟會）身份以提升透明度與公信力，但這類建議多為動議型質，並未進入強制施行範疇。[32]
- 實務上，英國於1990年代至2000年代期間，確實對警察、法官等公職人員推行過自願或半強制性之共濟會員申報制度，但針對普通國會議員並未有明文強制規定。[33]

#### 法國

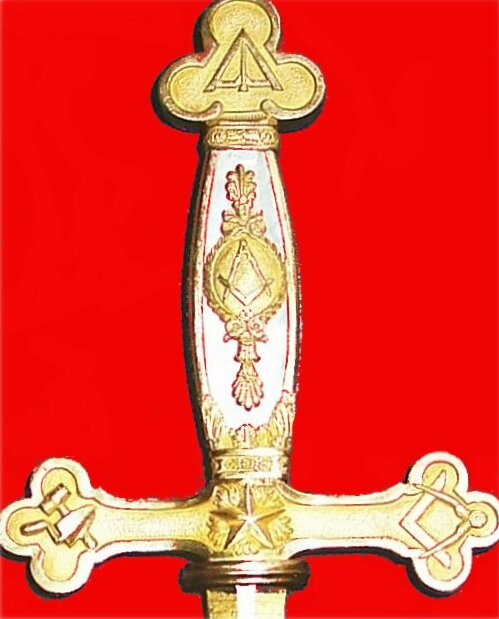
法國拉法葉侯爵佩剑上的共濟會标志

有证据显示法国最早出现共濟會是在1688年。1721年，一些英國共濟會成員在港口城市敦刻爾克建立了法國第一個共濟會所。
法國共濟會總會所建立於1738年6月24日，是歐洲大陸最早成立的共濟會總會所。雖然羅馬天主教宗克萊蒙十二世和本篤十四世分別於1738年和1751年兩度頒發教宗禁令，禁止天主教徒加入共濟會，然而在法國並未產生足夠影響，共濟會仍然在發展壯大。到法國大革命爆發之前，法國已經建立了很多會所。
共濟會是啟蒙運動中瓦解天主教會和反對教宗權威的急先鋒。18世紀的共濟會組織體現出排外特徵，下層的勞動階層不被接納，成員主要來自貴族、教士和中產階層，有些會所完全由天主教教士構成。中產階級被共濟會自由、平等的思想所吸引，成為主要的成員來源，因為在這裡他們能夠與貴族平起平坐。在軍隊組織中，共濟會也有極大的影響力，很多後來拿破崙軍隊中的將軍都是共濟會成員。
1773年春，法国共濟會内部发生了分裂，法国共总会进行了重组，重新更名为法兰西大东方（Grand Orient de France），一些地方會所不服从这些决定。分裂后不久的1776年大东方成立了一个重要的分會九姐妹會所（La Loge des Neufs Soeurs），这个分會汇集了法国启蒙时代的各界精英，并且直接参与了美国共濟會在独立战争时期的扩张。
1804年11月6日，拿破崙一世加冕成为法蘭西第一帝國皇帝，随后他的哥哥約瑟夫·波拿巴成为法国共濟會总导师。当年不承认新总会的那些旧會所也全部合并进大东方总会。
1877年大东方总会与共濟會联合总会断绝关系，他们之间的这种分裂状况持续至今，期间只有在一战及二战时期有所改善。与法国大东方保持合作的地区性总会包括比利时、西班牙、葡萄牙、意大利，前法国与比利时在非洲的殖民地与大部分的拉美国家，在俄罗斯与东欧一些国家在冷战结束后也有扩展。

#### 德國
1250年德國第一個石匠總會所在科隆成立，這也是最早使用圓規、矩尺作為石匠行會標誌的記錄。15世紀末斯特拉斯堡舉行的各地石匠總會的集會上，頒布了第一個石匠行會會徽。從此科隆和斯特拉斯堡石匠總會分管南北德國各地會所。這是石匠手工業者的行會組織，與现代「精神石匠」共濟會組織並不相同。
现代德國共濟會最早的會所出现在1737年12月6日。普鲁士的王储，后来国王腓特烈大帝曾在1738年8月14日夜间出现在會所里，并于1739年接管了总导师的职位。在最初的几年里，也产生了几所新的會所，有些现在仍然存在。
在共濟會宗教宽容和兄弟间平等的宗旨下，會所不仅仅只是为美生兄弟提供了一个空间，也成为宣传启蒙运动思想的场所。与很多其他国家不同，德国的共濟會有女性参与。萊辛、歌德和席勒是三位開創了德國浪漫主義文學道路的領袖，他們與共濟會也存在密切關係。1771年10月14日萊辛在漢堡加入共濟會三玫瑰會所（德語：Zu den drei Rosen），并成為導師。他的《共濟會員對話錄》（德語：Ernst und Falk, Gespräche für Freimaurer）被認為是共濟會史上的重要著作之一。他也是最早倡議接納猶太人加入共濟會的發起者，在當時的歐洲大陸，底層猶太人不具有公民權，也不被共濟會接納。他的好友普魯士猶太哲學家摩西·門德爾松發起了的猶太啟蒙運動哈斯卡拉，開啟了歐洲猶太社會開放和世俗化進程。歐洲猶太人尤其是阿什肯納茲猶太人開始學習當地民族的語言，接受當地民族的教育和文化，進入歐洲上流社會。日爾曼文明史上一些最耀眼的明星都是這一運動的產物，海涅、馬克思、愛因斯坦、弗洛伊德等等。哈斯卡拉運動培養了強大的猶太世俗勢力，揭開了歐洲猶太民族政治運動的序幕。歌德於1780年6月23日在魏瑪加入安娜·阿瑪麗亞三玫瑰會所（德語：Anna Amalia zu den drei Rosen）。會所名字來自當時在魏瑪執政的女伯爵。阿瑪麗亞會所與當地貴族建立了良好關係，魏瑪公爵奧古斯杜和普魯士將軍費迪南伯爵也是會所成員。共濟會在歌德的一生中扮演了重要角色，對他的思想和作品都產生了重要影響。他最早加入共濟會很可能是受到萊辛的影響。歌德著名的遺言是「再多些光！」（Mehr Licht），常被認為反映了共濟會和啟蒙運動的光明崇拜。1913年成立的 Wolfstieg 协会旨在促进共濟會的科学研究。

#### 俄国
俄国共濟會间接源自英国共濟會。1986年出版的《苏联百科辞典》记载了俄国共濟會的来源：“18世纪初产生于英国的宗教道德运动，在许多国家（其中包括俄国的资产阶级和贵族阶层）中传播。”
共濟會进入俄国的时间可以追溯至彼得一世当政时期。彼得一世时期共濟會进入俄国的观点也得到了其他国家学者认可。
但是也有人认为，共濟會在俄国比英国大分會更早成立，因为根據一些重要的資料表明，彼得一世被赫里斯托福·乌莱（Christoph Ulay）先生吸納加入了组织，并且在17世纪末以前，就存在一个由列福尔特任执行大师傅，戈尔东和彼得一世分别任第一和第二监督人的共濟會分會了。
有史書记载涉及俄国共濟會的文件在1731年出现。这一年，伦敦共濟會分會领袖洛弗尔（Lovell）勋爵任命乔治·菲利普（George Philip）上尉为俄国分會领袖。
相关历史学术著作有：赵世锋出版的《俄国共濟會与俄国近代政治变迁》。《俄国共濟會百科辞典1731—2000》作者A·谢尔科夫。
梅利占诺夫1931年在巴黎出版了《在宫廷政变的道路上——1917年革命前的阴谋》，认为在1917年二月革命前并不是所谓的进步联盟（Прогрессивный блок）构成了资产阶级阴谋家聚集的中心，当时秘密活动的共濟會组织才是这一中心的真实所在。
1990年，俄罗斯学者A·阿弗夫赫出版了自己的专著《共濟會员和革命》。在这本著作中，作者研究了十月革命前后俄国共濟會员和宫廷阴谋、共濟會员和2月革命临时政府形成、共濟會员和警察机关的关系等问题。
俄罗斯历史学家О.А.普拉托诺夫在《俄罗斯荆棘之冠：共濟會历史1731-1995年》一书第25章“共濟會一览”揭露，自1945年至1994年，原苏联体制内约有400名以上的党政高级官员加入共濟會或隶属共濟會的国际组织（如“彼得伯格俱乐部”、“大欧洲”委员会、“国际俄罗斯俱乐部”等），其中包括最高领导人如戈尔巴乔夫、雅科夫列夫、谢瓦尔德纳泽、叶利钦等均是国际共濟會会员，但此说法無確實证據。
1991年，法国大东方分會在俄罗斯开幕。2010年6月19日，另开了一家會所，序列号是1441。
知名会员还有普希金、巴枯宁、亚历山大·克伦斯基、诺维科夫Н.И (1744～1818)等。俄罗斯作家托尔斯泰的名著《战争与和平》也比较详细地描述了俄罗斯共濟會活动。

#### 意大利
最早1731年在佛罗伦萨设立了第一个會所，之后和天主教爆发了长达几百年的激烈冲突。烧炭党也可能是共濟會的一个支派。
现有18,000名会员和600个會所。知名会员包括：贾科莫·卡萨诺瓦、 朱塞佩·加里波第、 朱塞佩·马志尼。

#### 波蘭
波蘭共濟會起源於1820年代，也就是奧古斯特二世的統治時期。斯坦尼斯瓦夫・奧古斯特・波尼亞托夫斯基國王治理的期間，共濟會的會所及會員人數大幅增長。在波蘭遭瓜分後，列強分別於其所瓜分的波蘭領土上頒布禁令，禁止共濟會組織活動，而其中又以遭俄羅斯瓜分的部分維持最久，直到1821年沙皇政府的決議下才解禁。共濟會於1910年恢復活動。

#### 美國
共濟會在1730年代出现在北美洲英国殖民地。美国革命后，每个州都成立了总會所。曾有人希望成立以喬治·華盛頓为首任总导师的全美总會所，但没有成功。

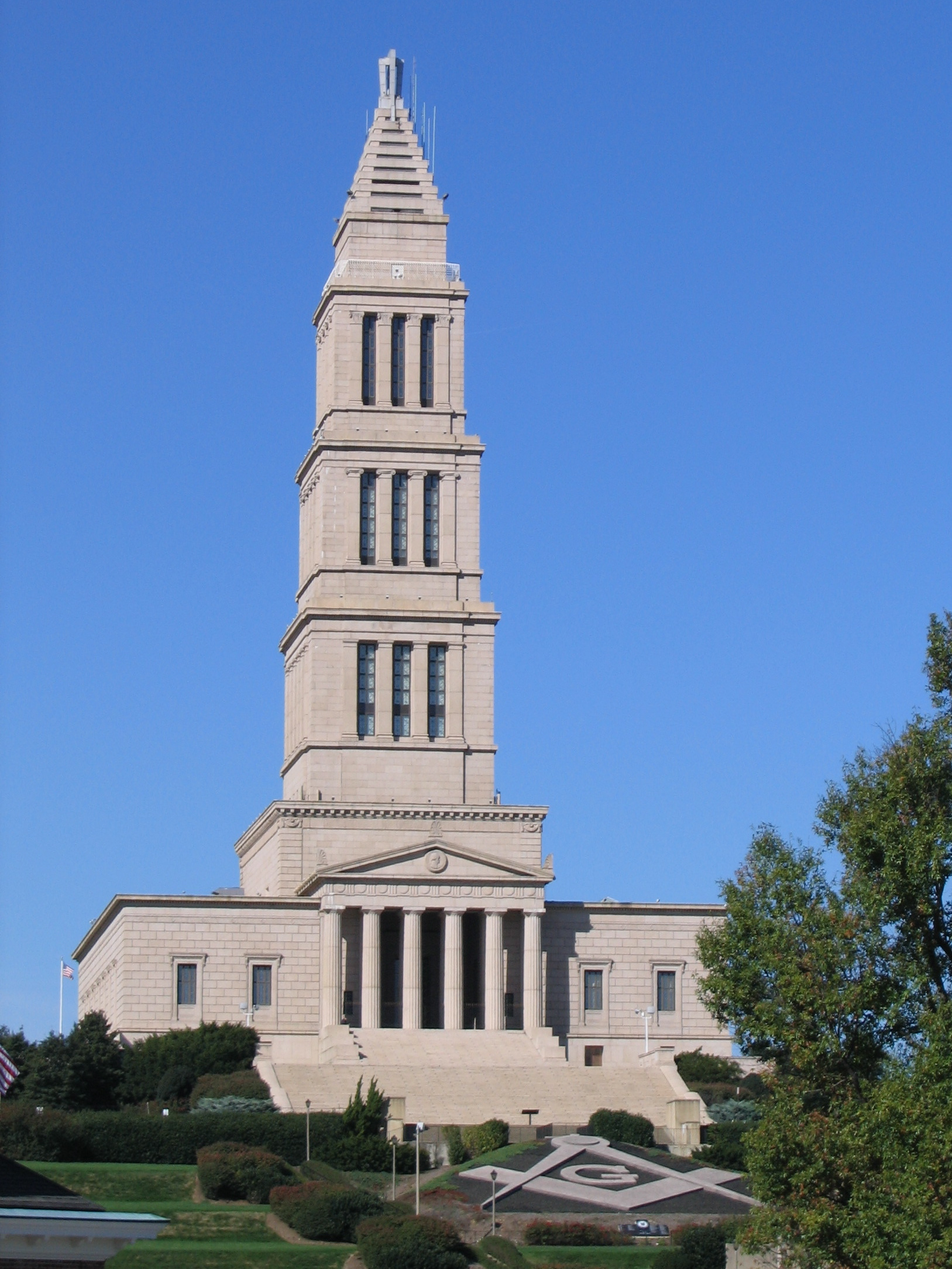
乔治·华盛顿共濟會国家纪念堂

1733年组建的总會所被认为是美国的第一个共濟會总會所；这个总會所后来被更名为圣约翰會所（英語：St. John's Lodge）。本杰明·富蘭克林于1731年成为这个总會所辖区内的会员。
历届美国总统中现已确认為共濟會会员的至少有15位，美国《独立宣言》56位签署者中至少有8位，1781年的第一部美国宪法签署者中至少有10位，1789年的美国宪法40位签署者中至少有9位，乔治·华盛顿所統領63位将领中至少有31位，以及英国北美殖民地13州30名州长中至少有10位。
共濟會成员哈扬·所罗门提供了绝大部分北美独立运动所需资金，并在其后拯救新政府使其免于破产。据《大不列颠百科全书》记载，哈扬·所罗门前后总共为北美殖民地政府及其领袖提供了大约60万美元的资助，以2005年美元價值計算，相當於39,264,947,368.42美元，也就是将近400亿美元，如果算上利息则已将近上千亿美元。

#### 加拿大
现有近10万名会员，知名会员有加拿大首位总理约翰·亚历山大·麦克唐纳、第13任总理约翰·迪芬贝克、总督阿瑟王子 (康诺特和斯特拉森公爵)等。

#### 拉美
共濟會会员在西班牙语美洲历史上起到了很重要的作用，所以现在每个国家包括古巴都有自己的共濟會會所。
知名会员包括：西蒙·玻利瓦尔、何塞·德·圣马丁、 曼努埃尔·贝尔格拉诺、多明戈·福斯蒂诺·萨米恩托、米格尔·伊达尔戈·伊·科斯蒂利亚 、何塞·玛丽亚·莫雷洛斯 、阿古斯汀一世 (墨西哥)、萨尔瓦多·阿连德。
巴西共濟會于1822年成立，现有1700个會所和10万名会员。知名会员有巴西独立运动的导师若泽·博尼法西奥·德·安德拉达，他推动了佩德罗一世 (巴西)成为巴西帝国的第一任皇帝。
根据2010年的数据，岛国古巴现有316个會所和3万名会员。知名会员有古巴国父卡洛斯·曼努埃尔·德·塞斯佩德斯、 何塞·马蒂、古巴独立战争军事领导人安东尼奥·马塞奥·伊·格拉哈莱斯。 卡斯特罗曾在共濟會會所里避难。

### 亞太
不同英格蘭共濟會分支在各地的會所發展存在差異和多樣性，但在亞太地區，殖民地無疑成為共濟會擴展的重要渠道。共濟會的發展與當地政治環境密切相關，且與殖民地領袖存在一定關聯，這也是為何共濟會中有大量名人和權威會員，備受關注和揣測的原因。

#### 澳洲
知名會員有第一任總理埃德蒙·巴頓、喬治·里德、羅伯特·孟席斯、約翰·戈頓等。

#### 紐西蘭
紐西蘭共濟會於19世紀初由英國共濟會傳入，目前約有1萬名會員，全國分為三個大區：北部、中部和南部。

#### 中國
- 1758年，有一些證據顯示，共濟會隨瑞典東印度公司傳入中國。[49]
- 清國乾隆31年（1767年），英國共濟聯合總會轄下的誼廬(Amity Lodge)第407分會在廣州建立會所，這是有記錄的第一間清國共濟會會所。[50]
- 1847年，委任Samuel Rawson 為英國共濟聯合總會清國的Provincial Grand Master
- 根據香港共濟會的宣傳單張，隨著廣東和香港交往日益增加，香港共濟會自1848年開始在廣東活動，1849年開始在上海活動，但很長時間只允許在清國的外國人參加。首位清國籍的共濟會會員是一名帝國海軍的中尉，並於1889年於位於廣州的英格蘭分支會所成為學徒。
- 1864年，傳承自美國麻省俱樂部的清國美生會所正式成立。
- 1877年，源自農業分會的清國共濟會正式成立（英語：District Grand Lodge of Northern China）。
- 1921年，傳承自蘇格蘭的中國共濟會總會正式成立（英語：District Grand Lodge of North China）。[49]
- 1949年3月18日，在菲律賓總會贊助下的中國美生總會在上海正式成立，是為中國本土第一個由中國人建立的總會所。直至1952年，隨著中華民國政府遷台，中國美生總會也遷往台灣[50]
- 隨著國共戰爭及中華人民共和國建立，从1947年到1962年间中国共濟會活动渐渐减少直至完全消失。[51]許多中國的會所已經不復存在，但一些會所轉移到境外或海外（例如香港或英國)，並繼續舉行會議。而North Lodge of China No. 570，它在上海繼續不受政府干擾地舉行聚會，直到1960年因為缺乏候選人而被英國共濟聯合總會註銷。
- 而位於上海北京西路1623-1647號的共濟會中心後期則變成上海市醫學會的總部。[52]上海共濟會中心面向北京西路的底部外牆上鑲嵌有一塊奠基石，記載了英格蘭、蘇格蘭和愛爾蘭共濟會領袖於1931年1月共同奠基上海共濟會中心。石碑上刻有以共濟會紀年為開始的年份 - 「A L 5931」，根據《共濟會憲章》，共濟會起源於公元前4000年，那一年被稱為 A.L.（Anno Lucis，光明之年），所以石碑上的「A L 5931」即為 1931（5931 減去 4000）。

#### 香港

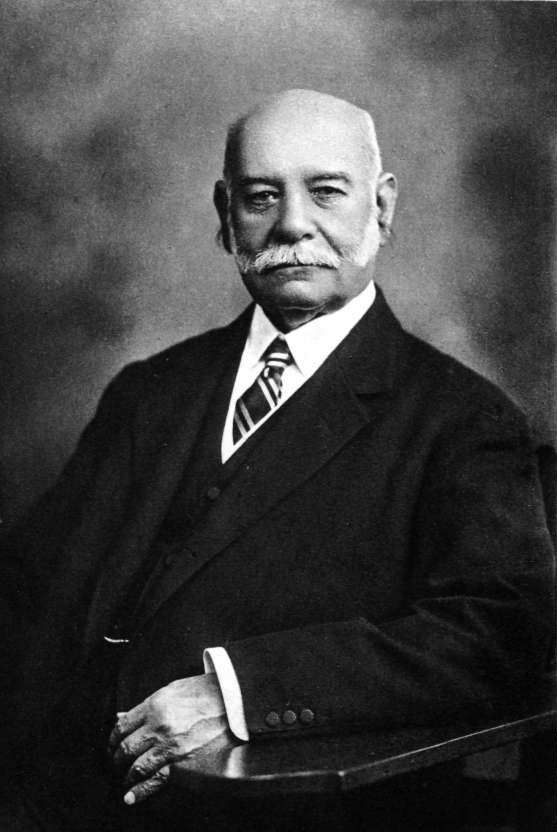
吉席·保羅·遮打爵士是香港共濟會會員

1844年4月29日，共濟會在維多利亞城香港的成立第一個會所，Royal Sussex Lodge No. 501。會議會址曾經搬到廣州，上海及至1952年搬回香港。

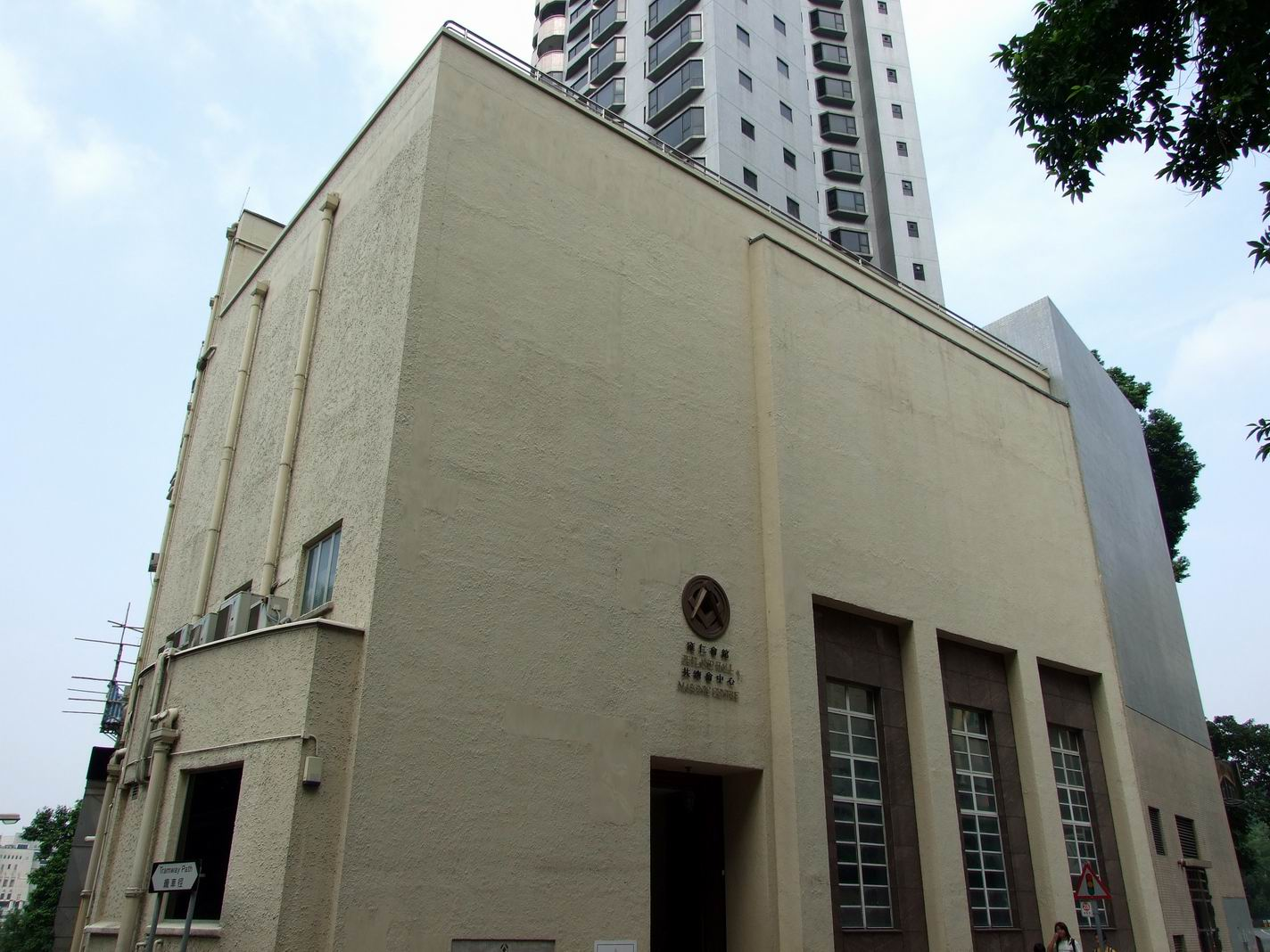
雍仁會館

1847年, 香港共濟會總會英格蘭分支成立，隨後名稱根據管轄地方有所改動。於2025年，英國共濟聯合總會香港暨遠東地區總分會迎來150周年（以1875年計）。歷史上香港的共濟會分別來自於英格蘭、蘇格蘭和愛爾蘭。
- 香港共濟會總會英格蘭分支在歷史上的名字變遷：[49]
  - 1847–1866，Provincial Grand Lodge of China
  - 1866–1875，District Grand Lodge of China
  - 1875–1963，District Grand Lodge of Hong Kong and South China (香港暨華南總分會)
  - 1963至今， District Grand Lodge of Hong Kong and the Far East (英國共濟聯合總會香港暨遠東地區總分會)
- 香港共濟會總會蘇格蘭分支在歷史上的名字變遷：[49]
  - 1905–1958，District Grand Lodge of Hong Kong and South China
  - 1958至今，District Grand Lodge of the Far East
- 香港共濟會總會愛爾蘭分支在歷史上的名字變遷：[49]
  - 1933–1938，District Grand Inspector
  - 1938–1947，Grand Inspector
  - 1947–1954，Grand Inspector for Hong Kong and China
  - 1954–1967，Grand Inspector for Hong Kong, China and Malaya
  - 1967–1988，Grand Inspector for the Far East
  - 1988至今，Provincial Grand Lodge of the Far East

於第二次世界大戰時，香港共濟會的活動並未完全停止，即使有會員被困於赤柱拘留營並成為戰俘，他們仍會面並保留會議紀錄。其中一個重要決定為計劃及起草第三代雍仁會館的設計。
於2025年，英國共濟聯合總會香港暨遠東地區總分會已經成立150周年（以1875年，District Grand Lodge of China分拆成District Grand Lodge of Hong Kong and South China (香港暨華南總分會)起計）。
第一代雍仁會館大約於1853年建成。該地點大約位於現今香港聖公會會督府(即聖保羅書院的舊校舍)下方。1865年，英格蘭分支香港共濟會在現時新世界大廈所在的泄蘭街興建雍仁會館作為英格蘭分支第二代香港共濟會中心，泄蘭街旁為美臣里(Mason Lane)。第二次世界大戰時位於泄蘭街的第二代香港共濟會中心被炸毀，遂於1950年遷往香港島堅尼地道一號至今，成為第三代雍仁會館。
英國共濟聯合總會香港暨遠東地區總分會位於雍仁會館的會所，共有20所；另有1所位於日本神戶 ：：
- Cathay Lodge No. 4373 (國泰(共濟)分會)
- Corinthian Lodge of Amoy No. 1806 (英國共濟聯合總會第1806號，廈門雍雅分會)
- Diocesan Schools Lodge of Hong Kong No. 10055
- Foochow Lodge No. 1912
- Harriers Lodge No. 9882
- Hong Kong and Far East District Grand Stewards Lodge No. 9879
- Lodge of Lu Pan No. 9387 (英國共濟聯合總會第9387號香港魯班(共濟)分會)
- Lodge Star of Southern China No. 2013 (共濟分會–華南之星)
- Paul Chater Lodge of Installed Masters No. 5391 (保羅遮打就職會長分會)
- Perseverance Lodge of Hong Kong No. 1165
- Rotarian Lodge of Hong Kong No. 9378 (香港扶輪共濟會)
- Royal Sussex Lodge No. 501
- St. Paul's Lodge No. 9718 (香港聖保羅(共濟)分會9718號)
- St Joseph’s & La Salle No. 10050
- Swatow Lodge No. 3705 (汕頭(共濟)分會)
- The Club Lodge No. 9880
- United Service Lodge No. 1341
- University Lodge of Hong Kong No. 3666 (香港大學(共濟)分會)
- Victoria Lodge of Hong Kong No. 1026
- Zetland Lodge No. 525

而在遠東地區，即日本神戶，英國共濟聯合總會香港暨遠東地區總分會旗下則獨有Rising Sun Lodge No. 1401 (它不從屬於日本總會（Grand Lodge of Japan)) ，會址位於日本兵庫縣神戶市神戶外國俱樂部之中。
現在位於遠東地區總監督會所（愛爾蘭憲章）的會所，共有7所：
- Arthur Gomes Lodge of Installed Master No.1001
- Baden Powell Lodge No. 929
- Emerald Lodge of Hong Kong No. 883
- Lodge Erin No. 463
- Lodge St. David No. 903
- Shamrock Lodge No. 712
- Sino Lusitano Lodge of Macau No. 897

現在位於遠東地區總會所（蘇格蘭憲章）的會所，共有6所：
- Lodge Cosmopolitan No. 428
- Lodge Eastern Scotia No. 923
- Lodge Naval & Military No. 848
- Lodge St. Andrew in the Far East No. 493
- Lodge St. John No. 618
- Lodge Trident No. 1849

在2024年6月6日，香港暨遠東地區總分會迎來了20年來首次新會所的成立。這個新成立的會所名為 St. Joseph’s & La Salle Lodge，編號 No. 10050，同時也是該地區首個編號超過 10000 的會所。這個分會的會員主要為喇沙修士會（La Salle Brothers）在香港開辦的中學及小學的舊生，家長或相關持份者。喇沙修士會（La Salle Brothers）在香港開辦的中學及小學為聖若瑟書院（1875年），喇沙書院（1932年），喇沙小學（1957年），新界喇沙中學（1965年），聖若瑟小學（1968年），陳瑞祺（喇沙）書院（1969年），張振興伉儷書院（1971年），及陳瑞祺（喇沙）小學（1973年）。
隨後，在2025年1月18日，香港暨遠東地區總分會再次迎來另一個新會所 —— Diocesan Schools Lodge of Hong Kong，編號 No. 10055。這亦是該地區編號超過 10000 的會所。這個分會是繼St. Paul's Lodge No. 9718 (香港聖保羅(共濟)分會9718號)於2000年成立後，另一個會所的會員均主要為聖公會於香港首三個教區(Diocesan)的開辦學校 - 即聖保羅書院，聖保羅男女中學，拔萃男書院及其他聖公會旗下的中小學的舊生，家長或相關持份者。
除了上述會所外，香港共濟會旗下亦有不同組織及基金：
- 雍仁會館信託人法團(Zetland Hall Trustees Incorporation)
- 共濟會遮打獎學基金(Chater Masonic Scholarship Fund)
- 香港及遠東共濟慈善基金會 (Hong Kong and Far East Masonic Benevolence Fund)
- 遠東共濟慈善協會(The Far East Masonic Association for Charity)
- 堅尼地道1號會(One Kennedy Club(1KC) [58])，舉辦不同的活動予新的和年輕的共濟會會員以及潛在會員
- 不同會所旗下亦有不同的慈善基金，救濟基金及獎學金

##### 著名的香港共濟會會員

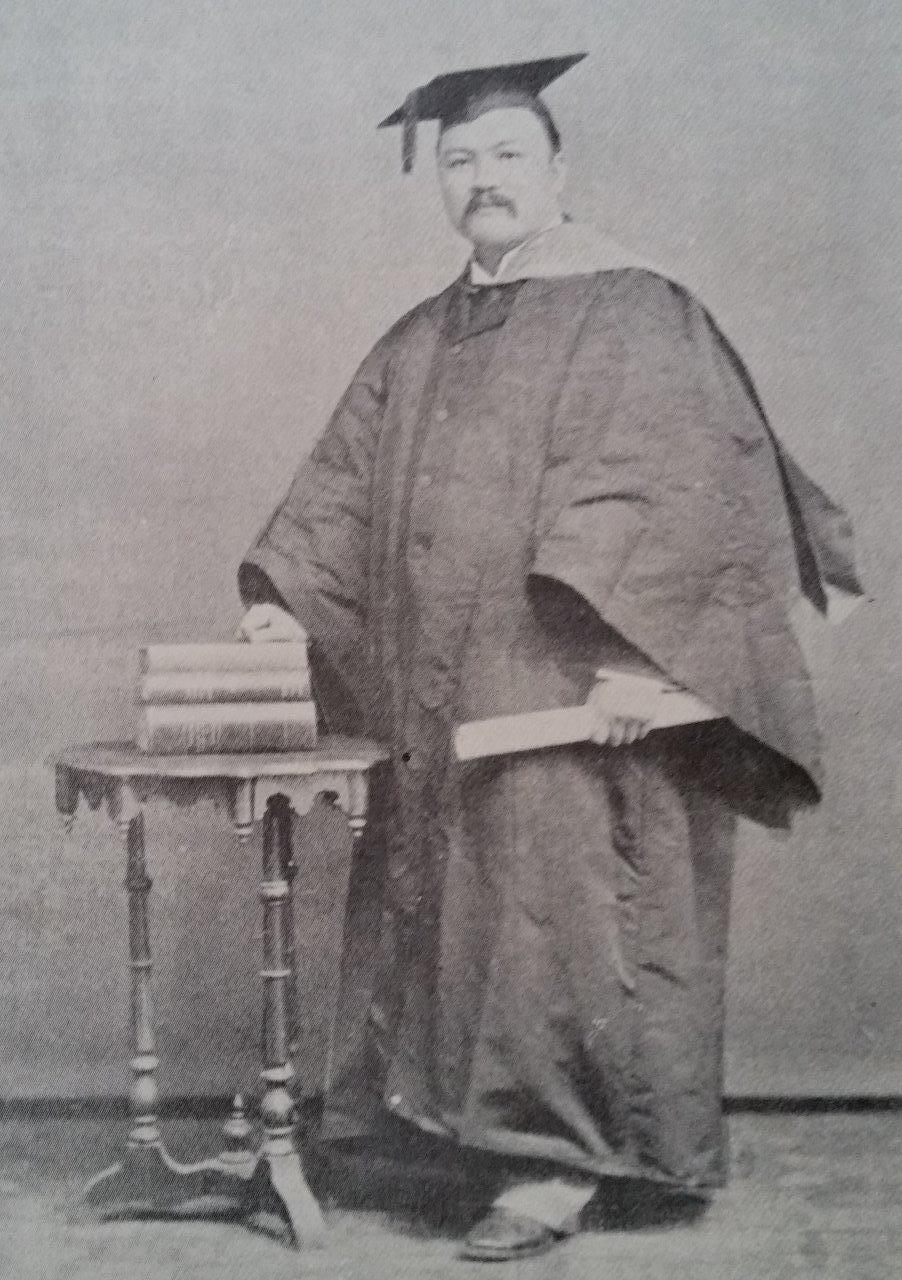
何啟爵士

早期在香港成為共濟會會員的華人包括何啟爵士及韋寶珊爵士（韋玉），他們均是蘇格蘭分支Lodge St John及英格蘭分支The University Lodge of Hong Kong的創會會員。此外，數位香港總督，如夏喬士·羅便臣爵士、麥當奴爵士、卜公爵士及威廉·湯馬士·孖沙，亦都是香港共濟會的會員。
香港置地有限公司的創辦人之一保羅·遮打爵士於1881年至1908年（共28年）擔任香港暨華南總分會的會長（Grand Master of Hong Kong and South China），並且是Perseverance Lodge的會員及Victoria Lodge的前會長。為了紀念他對香港共濟會的貢獻，總分會在他退任後成立了共濟會遮打獎學基金（Charter Masonic Scholarship Fund），旨在為兒童及青少年（無論其父母是否為共濟會會員）提供獎學金。此外，香港共濟會於1932年成立保羅遮打就職會長分會（Paul Chater Lodge of Installed Masters），專注於研究共濟會的相關事宜。
政商界人士如前高等法院首席大法官楊鐵樑、國泰航空前董事姚剛及香港賽馬會前副主席周湛燊等也都是共濟會的會員。在跑馬地香港墳場中，有145個墳墓上刻有共濟會的圓規和角尺標記，經核實後這些死者大多為十九世紀的香港共濟會的會員。
希慎集團的利銘澤博士於1929年加入香港大學（共濟）分會，並於1961年成為首位華人的香港暨遠東總分會會長，任期長達22年，直至1983年。根據利銘澤女兒利德蕙在其著作《香港利氏家族史》中提到，姚剛曾與國務院港澳事務辦公室協商，確保香港共濟會在遵守《基本法》的前提下可以繼續活動，並且會議可繼續使用英語。當然，中國方面希望在1997年主權移交後活動能更加公開。
前立法局會計界功能組別議員黃匡源曾擔任英國共濟聯合總會香港暨遠東地區總分會最高代表近30年。
前新聞主播柳俊江曾於Youtube 拍片介紹自己曾為蘇格蘭憲章Lodge Eastern Scotia No. 923的會員。
目前，香港共濟會的會員約有2,000名，來自不同行業，包括教師、商人、律師、會計師和工程師等專業人士，以及退休人士。每年約有30至40名新人加入共濟會。

#### 台湾

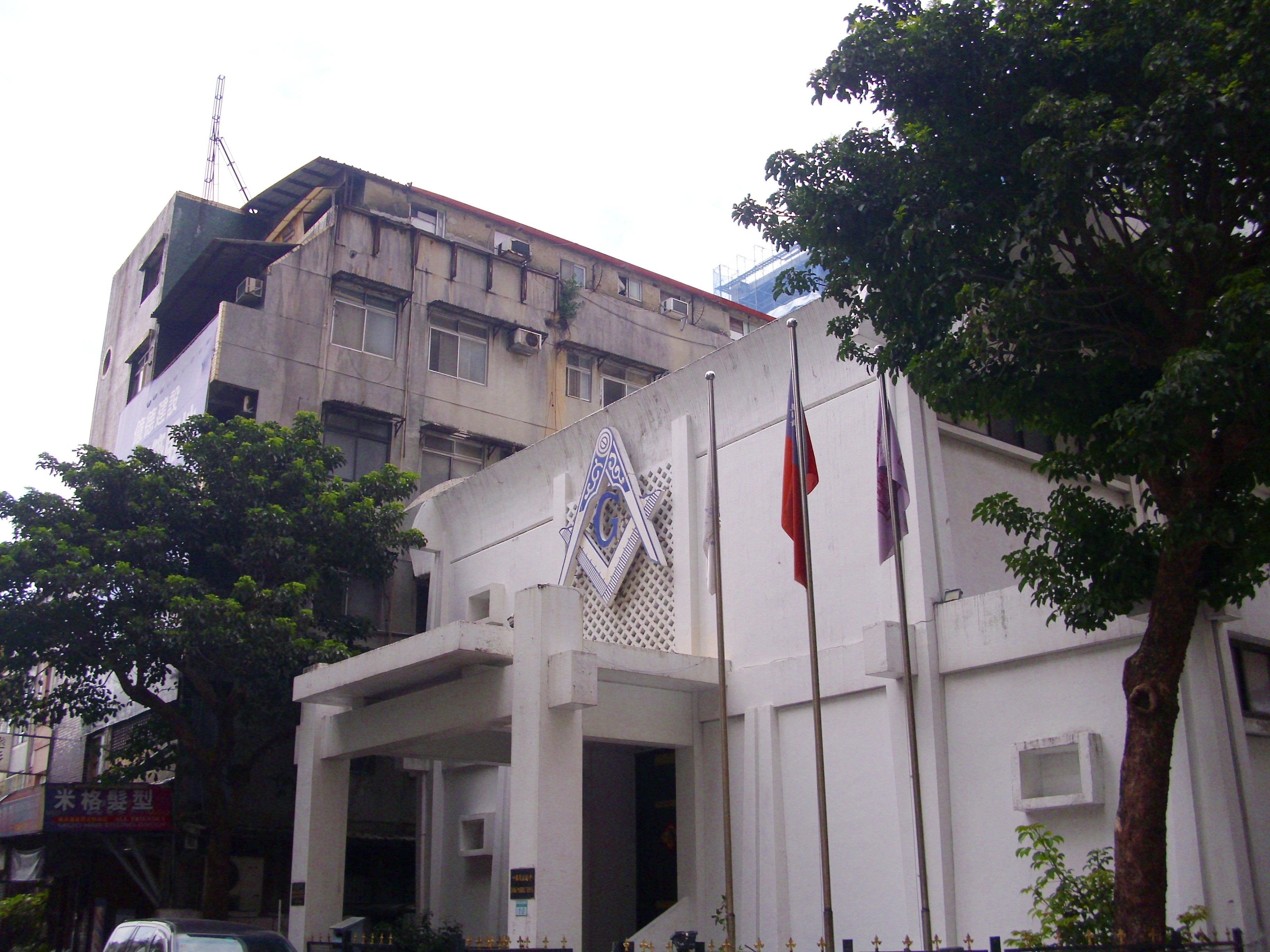
中國美生總會的會館

中華民國政府播遷台灣後，中國美生總會也隨之遷往台灣。由於政局因素，1951年曾宣布停會，1954年中國美生總會始在台灣復會，並於1955年10月28日經內政部核准成立。共濟會在台灣非常低調且神秘，但會員之間非常團結。
蒋纬国將軍是中國美生總會最有名的總會長。目前台灣的美生會員約有數百人，分佈在社會各階層，包括士農工商。
到2009年，台灣相繼成立了14個分會，其中有因中國大陸政局因素迫使停會，亦因缺少會員後，在台灣再復會的。台中(明廬)、高雄(恆廬)均有分會，其他均集中在北部；各分會皆以「廬」（英語：lodge）做為會所之稱呼，
- 目前運作中之分會為：
  - 第一分會 谊廬 
  - 第三分會 恆廬 
  - 第四分會 川廬 
  - 第六分會 申廬 
  - 第七分會 自由廬 
  - 第八分會 汉廬 
  - 第九分會 唐廬 
  - 第十分會 融廬 
  - 第十一分會 海山廬 
  - 第十三分會 明廬 
  - 第十八分會 申曦廬 (為拉丁語)

大多分會為英文廬。其中，漢廬為全中文廬，唐廬為雙語廬，意即其美生儀禮採用英語，而廬中討論事項為華語。新北市深坑區亦有分會海山廬。申曦廬為法語廬。會員非常低調，鮮少有公開對外的場合；深色西裝搭配白襯衫和領帶或領結，是美生兄弟們集會時的標準穿著。

#### 日本
大约在江户末期(約1873年)日本实行“开国”政策之后，英國共濟聯合總會引入共濟會到日本。到荷兰留学的西周和津田真道是最早加入共濟會的日本人。二战前后，日本政府禁止了共濟會活动，珍珠港事件后會所被关闭。
1945年二战后，英國共濟聯合總會欲取回日本共濟會控制權但失敗，唯只能取回位於神戶的香港暨遠東地區總分會旗下的Rising Sun Lodge。1950年1月5日，佐藤尚武、植原悦二郎、三岛通阳、高桥龙太郎、芝均平等成为首批重建之后的共濟會会员，但处于菲律宾的旭日分會所辖之下。1951年3月29日，日本前首相鸠山一郎加入了共濟會和成为第一等級ENTERED APPRENTICES。1955年3月26日，鸠山一郎被晉升第三等級MASTER MASON。1957年5月1日，東京共濟會總會成立。
美国驻日最高指挥官麦克阿瑟将军作为共濟會会员，多次邀请日本天皇参加共濟會均没有成功。但皇室成员前首相东久迩宫稔彦王参加了共濟會。
現在日本共濟會總會旗下的會所，共有18所，一些會所會以日語為會議語言：
- Far East Lodge No.1
- Tokyo Masonic Lodge No.2
- Square and Compass Lodge No.3
- Torii Masonic Lodge No.6
- Nippon Lodge No.9
- Aomori Lodge No.10
- Tokyo Yuai Lodge No.11
- Sagamihara Masonic Lodge No.13
- Kokusai Lodge No.15
- Kintai Lodge No.16
- Teikoku Lodge No.19
- Yokosuka Lodge No.20
- DeMolay-Land Lodge No.22
- Kyoto Mikado Lodge No.23
- Himiko Lodge No.24
- Shonan Masonic Lodge No.25
- Osaka Masonic Lodge No.26
- Matthew Bunker Ridgway Lodge No.27

這些會所主要分布於日本各大城市，包括東京、橫濱、名古屋、京都、福岡、大阪等，以及韓國的一個會所。東京有多個會所集中在東京共濟會中心。
日本共濟會總會
日本共濟會總會的總部於位東京鐵塔旁。基於歷史原因，東京鐵塔的地皮由東京共濟會協會擁有。
東京共濟會大樓由日本共濟會基金會（前稱東京共濟會協會）擁有，不僅是日本共濟會總會總部的所在地，還包括多個附屬組織。該大樓所處的土地原本屬於久松家族(Hisamatsu)這個封建領主，其祖先可追溯到德川家康，即統治日本直至明治維新推行西式民主的德川幕府的創立者。
為了控制日本的封建領主，德川政府實行了「參覲交替」制度，即封建領主每隔一年必須前往江戶（即今東京）為幕府提供名義上的軍事支持。當封建領主在江戶居住時，家人需留在祖籍地，反之亦然。這種制度帶來的家族及經濟負擔有效防止了各大領主家族積累足夠的財富，從而對德川幕府構成軍事或經濟上的威脅。
久松家族作為貴族，擁有的江戶財產廣闊，建築宏偉。然而，隨著封建制度的瓦解，大多數貴族家族的財富逐漸衰退。久松家族的財產被帝國海軍軍官俱樂部(Imperial Navy Officers' Club)購得，該俱樂部在現時東京鐵塔周邊地皮建造了一座現代鋼筋混凝土結構建築，但保留了大部分精緻的傳統花園。
瑞光社（即海軍軍官俱樂部）在二戰時轟炸中倖存，戰後一度被作為占領軍的娛樂設施。最終，這片土地被日本政府出售，並由蘇格蘭儀式團體和東京共濟會2號分會一起集資購得，成立了一個非營利基金會——東京共濟會協會（Tokyo Masonic Association，TMA）。
多年來，舊的瑞光社大樓被東京共濟會協會（TMA）及多個非共濟會租戶使用。隨著老舊建築的維護成本變得高昂，TMA 與兩家大公司——清水建設(Shimizu Corporation)和森不動產開發公司(Mori Property Development)達成了一項複雜的協議。瑞光社大樓被拆除，並被兩座辦公樓取代。於1981年，新的東京共濟會中心則被置於該地皮的一角，乍看之下只是一座黑色低調的兩層樓建築。其實，這棟建築的規模是特別。地底內有寬敞的會議室及設備齊全的餐飲設施。這座建築及其內部的現代設計廣受好評，並成為許多共濟會建築研究的範例。
於2023年下旬，東京共濟會中心因維修停用，原於東京共濟會中心開會的會所改往於東京都港区芝公園大樓舉行會議。

#### 韩国
1908年建立了第一个會所：汉阳會所，编号1048，源自苏格兰总會所。知名会员有李玖和韩国外务部部长林炳稷等。

#### 新加坡
在1819年，新加坡的创建者、新加坡总督斯坦福·莱佛士（Stamford Raffles）與柔佛蘇丹簽訂條約，成立新加坡為港口貿易城市，開啟英國對新加坡的殖民統治。事實上，斯坦福·莱佛士早在1811年自檳城調任為爪哇的副總督，並於1812年在當地的Virtutis et Artis Amici共濟會會所加入成為會員。
新加坡的首個共濟會分會為Lodge Zetland in the East No. 748，創立於1845年，二戰期間曾一度停運，至1952年恢復運作並更名為No. 7178。會堂於1879年遷移至Coleman Street，現由1858年設立的東（印度）群島區總會（District Grand Lodge of the Eastern Archipelago）會長負責管理。

#### 菲律宾
菲律賓共濟會的發展與當地民族革命運動密不可分, 共濟會员领导了菲律宾发动的反西班牙革命。菲律賓的第一個共濟會分會於1856年，由西班牙海軍軍官何塞·馬尔坎波·伊·蒙赫（Jose Malcampo y Monje，1874–1877年任菲律賓總督）在甲米地（Cavite）創立，隸屬葡萄牙歷史悠久的「Grande Oriente Lusitano」總會。
早期的西班牙殖民當局嚴禁共濟會活動，此舉部分源於1738年教宗克萊孟十二世（Pope Clement XII）對共濟會的明確反對。1756年，曾有兩名愛爾蘭人嘗試在馬尼拉成立共濟會而遭宗教法庭起訴。
儘管禁令存在，共濟會仍被視為反對保守封建體制的象徵。例如，馬尔坎波本人在1868年參與推翻伊莎貝拉二世的革命。19世紀末，許多知識分子與革命者紛紛加入共濟會，著名的民族英雄羅培斯·哈埃納（Graciano Lopez-Jaena）便於1889年在巴塞隆納的Logia Revolución成為會員。1894年，共濟會於甲米地成立「Triangulo」組織，同時甲米地也是激進革命組織加泰普南（Katipunan）起義之地，最終促成短暫的菲律賓第一共和，首任總統艾米利奧·阿奎納多（Emilio Aguinaldo）亦為共濟會會員。
1899至1901年美菲戰爭後，美國勢力推動菲律賓共濟會的重整與發展。加利福尼亞總會於1901至1907年間在菲律賓設立三個會所，1912年正式授權成立「菲律賓總會」（Grand Lodge of the Philippine Islands），標誌著共濟會在地組織化並持續影響菲律賓社會。
菲律宾知名会员有：
黎刹，菲律宾华裔，菲律宾英美系共濟會之父，民族主义思想家、政论家、诗人，19世纪反西班牙殖民统治、争取菲律宾独立的民族英雄，被菲律宾人尊为立国的国父；
安达斯·波尼斯奥，独立运动的主要领导人之一，1896—1897任临时政府的首任主席。
1912年菲律宾共濟會总会正式挂牌成立。菲律宾共濟會的旭日分會曾经管辖着中国、日本、香港、台湾的日本人、华人共濟會。

#### 印度尼西亚
最初由荷蘭東印度公司設立於1762年，在殖民地和建國等多個歷史時期起到過一定的作用。1962年蘇加諾時期宣佈為非法組織。日本佔領時期也是關閉狀態。

#### 泰国
1907年设立第一个會所，现在有三个會所。

#### 印度
1730年，东印度公司在印度加尔各答市中心威廉堡 (印度)设立了第一个會所，编号为72。知名的会员有近代哲学家、社会活动家、印度教改革家辨喜、印度最大的政治家家族尼赫鲁-甘地家族元老莫逖拉尔·尼赫鲁、总统法赫鲁丁·阿里·艾哈迈德、印度独立后唯一的印度人总督查克拉瓦尔蒂·拉贾戈巴拉查理等。 现有370个會所和15000名会员。

#### 巴基斯坦
建立于英帝国统治时期，1972年和1983年两次被驱逐。

#### 斯里兰卡
最初由英国人19世纪设立，现有十余个會所。

#### 土耳其
1721年设立第一个會所，1748年被马哈茂德一世禁止，之后缓慢复苏，1826年随着苏菲教派的贝克塔什派分支Bektashis的垮台而被驱逐。
1909年大东方分會建立，1935到1948年之间被抑制。1964年发生内部分裂。知名会员有现代土耳其共和国国父、第一任总统穆斯塔法·凯末尔·阿塔蒂尔克。

#### 以色列
建立于1953年，现有53个會所和2000会员。

## 反共濟會
對共濟會的反對，主要來自於以下三方面：宗教，政治和社會。

### 宗教方面
根據章程，共濟會對所有宗教的成員開放。然而，它從一開始就和很多宗教組織發生了嚴重的衝突。

#### 基督宗教

##### 天主教
启蒙运动之后的50年里，共濟會从英国迅速扩散到欧美，并建立了可以和天主教会相匹敌的巨大組織，对天主教构成了强大的威胁，令教廷十分恐惧。
1738年，天主教教宗克勉十二世命令禁止天主教基督徒加入共濟會，违反者将被教会开除。在18世纪后半叶教廷一直致力于打压共濟會，这可能与意大利大东方共濟會积极推动意大利民族统一战争有关，革命领导人加里波第即为共濟會员。至今双方的关系仍不怎么样，但一般来说，梵二会议之后天主教会的现代主义成员对于共濟會的态度比较友好。
本篤十四世给出了反对共濟會的六个原因：
- （1）共濟會成员的不同信条主义（或者不同宗教信仰）；
- （2）他们保守秘密；
- （3）他们的誓言；
- （4）他们对教会和国家的反对态度；
- （5）好几个国家的元首都宣布禁止这个团体的传播；
- （6）他们的邪恶行为。

1917年，教会法典明确规定，共濟會员将被自动逐出教会。
1983年11月26日，在新版《天主教法典》頒布後，聖座教義部發表了一份關於共濟會的聲明。由於1983年法典取代了1917年的舊版法典，但未像舊法典那樣明確譴責共濟會，也未對參加共濟會的天主教徒施以絕罰。因此，時任教宗若望保祿二世批准了這份聲明，由時任教義部部長拉青格樞機簽署，重申參加共濟會的天主教徒「處於重罪狀態」，從而禁止天主教徒加入一切形式的共濟會。
2002年7月6日，菲律賓天主教主教團在85屆全體會議上發佈聯合聲明，聲明強調基督教與共濟會原則不相容，並呼籲天主教共濟會成員與神父或主教尋求靈性指導；重申教會法對於天主教徒加入共濟會的制裁措施：
1. 公開共濟會成員：任何公開為共濟會成員、積極參與其活動或推廣其理念的天主教徒，如拒絕放棄會員身份，應被處以絕罰，包括禁止領受聖事、擔任代父母、參與堂區結構及享有教會葬禮等。
2. 堅定的共濟會成員：公開支持共濟會理念的天主教徒，已自動被絕罰，並受到教會法第1331條的各項制裁。
3. 婚禮證人和信徒團體：各主教決定禁止共濟會成員在婚禮中擔任證人或參與信徒團體。

2007年3月2日，梵蒂冈重申反对共濟會：“共濟會和天主教会的成员是不相容的”，并强调“天主教会一直批评共濟會特有的神秘的概念，它的学说与圣经不兼容”。
2023年11月，教宗方濟各批准下，聖座教義部通過部長費爾南德斯樞機的文件重申天主教徒被禁止參加共濟會；在該文件中，還提及1983年聖座教義部發表的聲明，強調天主教徒參加共濟會屬於重罪。這份文件是針對菲律賓杜馬蓋地教區主教科爾特斯對於梵蒂冈的提問，因為菲律賓地區的共濟會成員數量激增，科爾特斯主教尋求教會的指導。聖座教義部強調，各位主教需協調一致策略，並採取兩種方法應對：
1. 教義層面：重申天主教教義與共濟會不相容，因此信徒不得成為共濟會成員。這一禁令同樣適用於登記參加共濟會的聖職人員。
2. 牧靈對策：建議在所有堂區進行普及的要理講授，解釋天主教信仰與共濟會不兼容的原因，並考慮是否公開對此問題發言。

##### 基督新教
許多的基督教新教教会也反对共濟會，原因是共濟會接納多神教思想、認可因做功德而「稱義」疏離神等作法嚴重違反教義。但新教主要派别之一的圣公会则与共濟會关系一直比较良好，比如曾经担任第99任坎特伯雷大主教和全球英国圣公会的领导杰弗里·费舍尔（Geoffrey Fisher，1887-1972）就加入了英格兰共濟會，而英国共濟會会员中，圣公会信徒也不少。
1860年，循理会表示反对共濟會和他社会成员的秘密运作，如今还继续禁止其成员加入共濟會。浸信会最大的协会分支美南浸信会，最近也表示共濟會不符合他们的信念。
NAMB護教學組織即詳列比較表指出該會所為與聖經所示諸多警戒相違例如：
- 禁止拜偶像；「不可為自己雕刻偶像，也不可作什麼形像彷佛上天，下地，和地底下，水中的百物。」[86]
- 禁止起誓；「或有人嘴裡冒失發誓，要行惡，要行善，無論人在什麼事上冒失發誓，他卻不知道，一知道了就要在這其中的一件上有了罪。」[87]
- 禁止曲解三位一體；「除他以外，別無拯救。因為在天下人間，沒有賜下別的名，我們可以靠著得救。」[88]
- 禁止藉善行抬高自己；「既是出於恩典，就不在乎行為。不然，恩典就不是恩典了。」[89]
- 禁止鄉愿的包含主義；「耶穌說，我就是道路，真理，生命。若不藉著我。沒有人能到父那裡去。」[90]

共濟會大量采用了古埃及、苏美、英国、古印度等地的各种信仰符号，比如共濟會的上帝之眼符号起源于苏美人，基督教则视之为异端邪灵、魔鬼撒旦的眼睛；这也是共濟會与基督教信仰发生冲突的一个原因。不过在中世纪晚期欧洲兴建的许多大教堂里，也同样有三角形框内独眼放射光芒的装饰图案，是表示教义的三位一体概念。

#### 伊斯蘭教
埃及社会事务部颁布决议，于1975年4月18日取缔了埃及共濟會。1978年7月埃及开罗的伊斯兰大学学院正式发布了禁止穆斯林加入共濟會的命令。然而，许多穆斯林传统的国家如摩洛哥、土耳其和阿尔及利亚还没有在各自的法律中纳入这个教令。
伊朗政府多次在各种场合谴责美生會，沙特阿拉伯官方也出版了一些批评美生會会的著作。

### 政治方面
共濟會在历史和现在一直受到众多政党和政治组织的反对。共濟會名义上要求会员效忠所在国家的政权，不過历史上，奉行天主教为国教的国家是最早對其發展進行阻撓，後來共濟會也曾在不同歷史時期的沙皇俄国、苏联、德、日本、意大利、被禁止，现代在绝大多数的穆斯林国家和一些非洲国家依然禁止其存在。

#### 君主制國家
在許多君主制國家，出於政治和宗教理由，共濟會曾長期被嚴厲禁止。西班牙就是典型例證，其歷史揭示了國家與教會如何聯手壓制這類秘密結社。
18世紀：君主與宗教裁判所雙重打壓
- 早在18世紀初，天主教會即透過1738年教宗諭令譴責共濟會，並要求信徒不得參加。
- 1741年，西班牙君主菲利普五世頒布針對共濟會的皇家法令，導致許多會員被捕、甚至被判處苦役。
- 1751年，費爾南多六世在宗教裁判官托魯比亞的影響下再度下令，將共濟會集會定為叛國重罪，並展開大規模逮捕。

19世紀：禁令與政治迫害持續
- 國家與教會的敵視進一步深化，1812年加的斯皇家詔書明令禁止共濟會活動，成為19世紀反覆延續的官方政策。
- 1814年，費爾南多七世復辟後，頒布新法令嚴格鎮壓共濟會，並對不退出組織者施以極刑。
- 這些禁令不僅針對組織，也衍生大量污名，如將共濟會視為自由主義、反宗教、甚至革命陰謀的象徵。

20世紀：全面取締與當代合法化
- 佛朗哥政權（1939–1975）期間，共濟會受到最嚴酷打壓。1940年《反共濟會及反共產主義法》頒布，眾多會員遭囚禁、處決，估計有一萬人喪生。
- 此禁令直至佛朗哥去世後才逐漸解除，1978年民主轉型與新憲法通過後，共濟會重獲合法地位，得以公開運作。
- 2025年，西班牙多個共濟會總會活躍，組織運作透明並受法律保護[97]

#### 共产主義者
共产主義者认为共濟會是资产阶级的阴谋组织，一直對其持谴责态度。
無神論的馬克思主義是當代中國共產黨的指導思想。因此本質上，共濟會（不接受無神論者為會員）及無神論的馬克思主義是不相容。
托洛茨基认为：“共濟會是法国共产主义身体上的一个恶性肿瘤，必须用热铁烫掉”。托洛茨基并且要求共产党成员脱离共濟會：“隐瞒共濟會成员身份的人将被视为渗透特务”。
列·谢·科洛索夫的著作《克格勃特工记者札记》第六章：《共濟會分會内幕》里记载了共产国际禁止其成员加入共濟會：1920年7月29日举行的共产国际第六次会议上提交了下面的建议：“加入第三国际的党派应从自己的队伍中开除与小资产阶级组织法兰西‘共濟會’有关系的成员。这意味着加入第三国际的同志特别是在西方，没有权利再加入‘共濟會’。建议提交者——塞拉吉同志。”
格奥尔金·季米特洛夫本人也警告过“共濟會”的危险性，他在1935年至1943年期间一直担任共产国际总书记。他在1943年发表的一篇名为《“共濟會”——国际的危害》一文中写道：“民众常常感到不可理解，为什么一些著名的社会活动家毫无理由地完全改变自己的立场……或者只是口是心非，说的一套，而做的是另一套。他们都是以各个‘共濟會’分會成员的身份这么做，问题自然就变得简单了。作为‘共濟會’的分會会员，这些活动家常常得到相应分會的授意和指令。他们遵守自己分會的纪律，同国家和人民的利益背道而驰。”
中国共产党在取得政权后全国隶属于海外各国共濟會会的各地分會在1962年之前，大多因會員會議人數不足或難而招收新會員而陆续关闭或遷離到香港，此后国内对于民间结社的管控也比较严格，一直没有能够於中國境內正式复会。根據利銘澤女兒利德蕙在其所著的《香港利氏家族史》一書裡介紹，姚剛出面和國務院港澳事務辦公室協商，香港共濟會在一國兩制下並遵守香港基本法前提下可以繼續在香港活動，會議可以仍然沿用英語，當然中國希望1997年主權移交之後的活動能較為公開。
而古巴的共濟會则一直存在并得到发展。

#### 纳粹主義者
1935年8月17日，德国共濟會被纳粹解散，原因是认为其是犹太人和金融家高利贷食利者的组织。

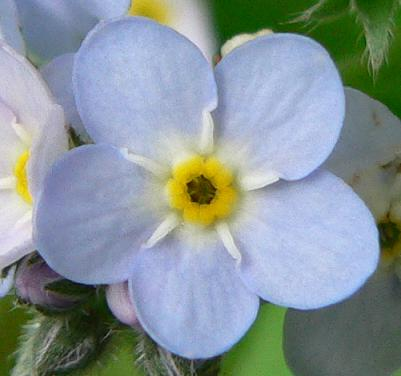
蓝色勿忘我

现在保存下来的國家安全部（Reichssicherheitshauptamt）記錄显示了共濟會在纳粹德国时期受到了残酷迫害。一般认为，大约有80,000到200,000共濟會会员被納粹政權殺害。共濟會的集中營囚犯被評定為政治犯，戴著一個倒置的紅色三角形以识别身份。
蓝色小花勿忘我最早是在1926年被 Zur Sonne 总會所采用作为德国不來梅市共濟會年度会议的會徽。生产勿忘我會徽的工廠在1938年被納粹黨选为募捐機構。這個巧合，使共濟會會员有机会将勿忘我徽章作为相互识别的秘密标记。即便在納粹時代受到了残酷迫害，但共濟會會员们仍然坚持自己的信念，甚至在集中营里建立了
Liberté chérie 这样的會所。在二戰結束後，勿忘我在1948年再次成为德国总會所年度大会的會徽。今天，佩戴勿忘我徽章已经是世界范围内共濟會纪念历史上共濟會會员所受到的迫害，尤其是那些死于納粹時代的共濟會會员。
也有少數研究者认为：希特勒是欧洲共濟會的一员，而二战也正是共濟會高层示意希特勒进行的，以获得更多的世界控制权，也正是此事造成了之后欧洲共濟會与美洲共濟會的阶级分立，而希特勒本人成为共濟會战争的牺牲品，不過该观点与其他阴谋论一样都缺乏实际依据。

#### 其他
在一些国家，对共濟會的信仰被认为影响了政教分离原则。
一个例子是比利时和法国的有关法律条款。根據法國官方的《1905年12月9日法令：關於教會與國家分離》（Loi du 9 décembre 1905 concernant la séparation des Églises et de l’État）全文，刊載於法國政府官方法律網站 Legifrance：   包括第 1 條（「共和國保障信仰自由，並在維護公共秩序的前提下，保障宗教自由的行使」）及第 2 條（「共和國不承認、不支付、不補助任何宗教；自本法公布翌年1 月1 日起，國家與地方各級預算中凡與宗教活動相關之支出均應取消」）等條文之最新官方定本。

### 社會方面
由于共濟會在英国、美国（反共濟會党）、肯尼亚共濟會邪教、和意大利（P2分會）等国的黑社会性质丑闻的存在，所以社会上有比较广泛的批评反对意见。其中意大利P2分會的謀殺案死者也被指稱與羅馬教庭往來密切的銀行大筆金額匯出國外有關，約翰·甘迺迪被刺殺之前曾公開反對共濟會的言論亦被世人懷疑與共濟會組織有關。

### 陰謀論

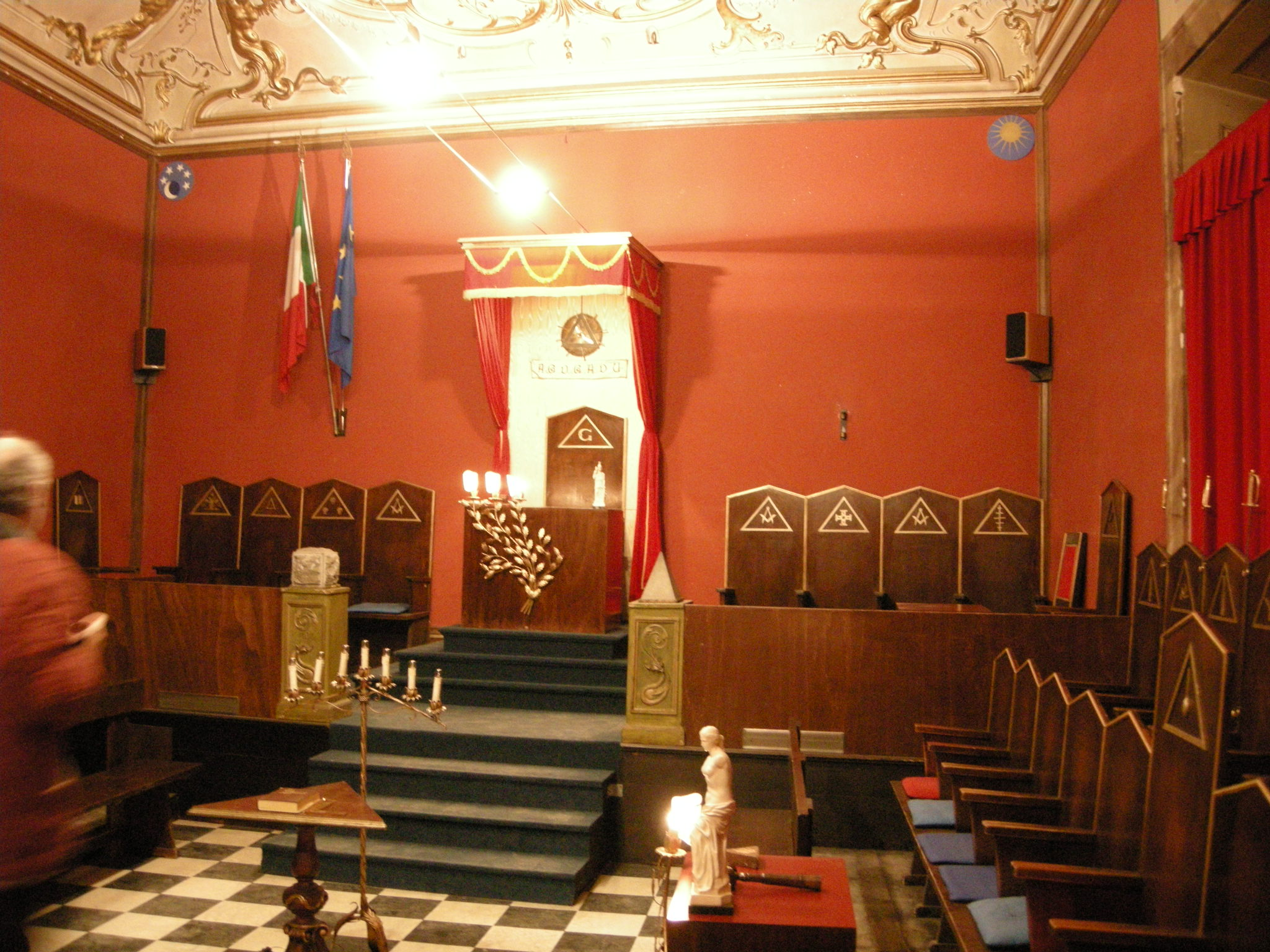
一個共濟會的場地。

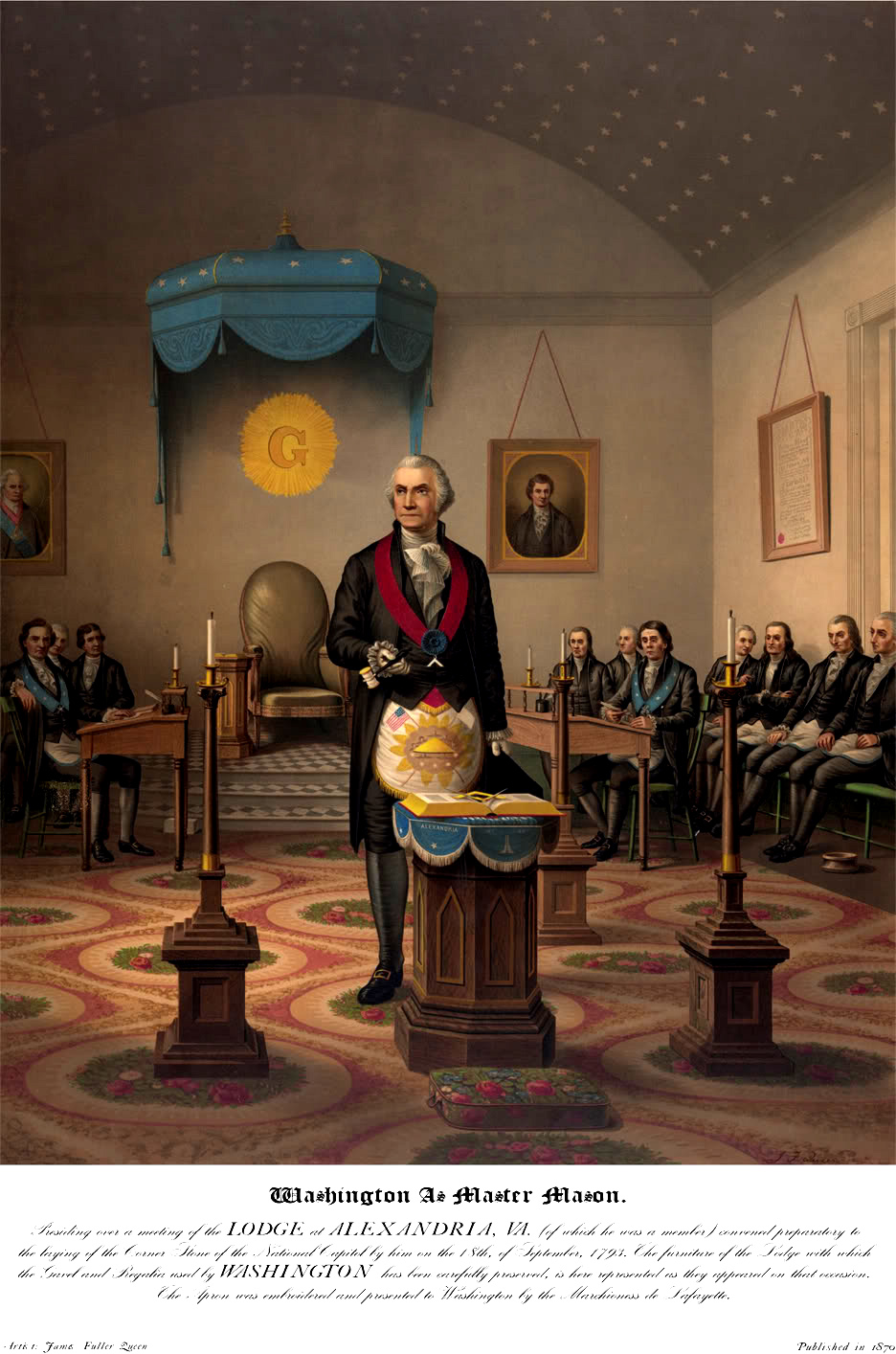
穿戴全套共濟會服飾的美國國父喬治·華盛頓。

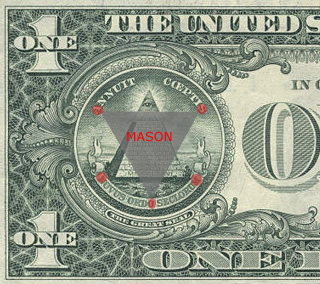
一美元紙幣的背面上有六個點形成正六角星，並出現共濟會的縮寫。

18世紀晚期，因為美生會的儀式和象徵充滿了西方秘契主義元素，開始被外界指控惡魔崇拜、信奉撒旦教、秘密實行撒旦主義。
蘇格蘭物理學家約翰·羅比遜在19世紀指控共濟會，稱他們為了秘密掌控世界，執行顛覆宗教和政府的陰謀。他的理論跨過了大西洋，讓美國本土爆發了反美生會運動。
1890年代，法國作家尼歐·塔克希爾發表一系列書籍（如《共濟會的秘密》）譴責共濟會，他們奉行，撒旦主義、崇拜路西法，將它視為至高無上、宇宙的偉大的建築師。他的說法受到許多陰謀論者附議，並對隨後的反共濟會主張有巨大的影響。
英國修正主義歷史學家內斯塔·海倫·韋伯斯特認為，有一個古老神秘的陰謀由諾斯底教派構思，並交給他們所謂的秘法家繼承人（例如卡巴拉、卡特里派、聖殿騎士、赫密士主義者、玫瑰十字會、共濟會）最終由光明會傳承。這個一脈相承的古老體系試圖顛覆西方世界的猶太 - 基督教傳統基礎，並透過一個世界性的宗教來實施「新世界秩序」，讓人類以帝王崇拜意識信奉敵基督。
1903年，俄羅斯帝國出現一本反猶太主題書籍《錫安長老會紀要》，其內容為描述所謂「猶太人征服世界」、猶太 — 共濟會陰謀的具體計劃。文本内是猶太人領袖團體「錫安長老會」的秘密會議記錄，表示猶太人領袖們已經加入共濟會，並正在策劃代表所有猶太人統治世界，因為他們相信猶太人是神選之人。《錫安長老會紀要》顯示該會議的結論是：「必須透過共濟會和光明會實行決議，在任何層面上都不得與這兩個秘密組織剝離，以免人類發現猶太人的核心」。《錫安長老會紀要》成為20世紀許多反猶太和反共濟會的陰謀論文學依據，包括一些「新世界秩序」理論，並在某些當代陰謀文學中重覆被引用。

#### 有關美國的共濟會陰謀論
有部分陰謀論主張，由於有一些美國開國元勛，如喬治·華盛頓和班傑明·富蘭克林都是共濟會成員。例如華盛頓麾下的74名將領中有33名共濟會成員，《美國獨立宣言》的56名簽訂者中有9名共濟會成員，三分之一的美國憲法簽署者也都是共濟會會員。他們還將共濟會的神聖幾何設計滲透到美國社會，因而暗示「共濟會員是新世界秩序的建築師」。特別是在美國國徽、一美元紙幣、華盛頓紀念碑、美國國會大廈、白宮、國家廣場、五角大廈的設計、華盛頓特區的街道和高速公路、以及遍布城市內的秘密基石，作為總體計劃的一部分，創建第一個「共濟會政府」作為「新世界秩序」的典範。
1793年9月18日，喬治·華盛頓穿戴全套的共濟會徽章、禮袍，為美國國會大廈主持奠基儀式。他將一隻銀泥刀（代表著共濟會「石匠」的身份）插入地基，再於地基的頂端做上銀色標記，以共濟會儀式安放奠基石。一美元紙幣和國徽上也有共濟會的重要符號「全視之眼」，以及多處的數字十三。時至今日，44位美國總統中有14位是共濟會成員。根據1959年的資料，當時美國聯邦政府十一席閣員中有6位、九席美國最高法院大法官中有5位、四十九席州長中有29位，以及半數以上國會議員都是美國不同地區的共濟會成員。因此，美國人想像中的政治陰謀主角經常都是共濟會。
一些神秘主義者(例如： 亞歷山大·聖·伊夫·達爾維德（Alexandre Saint-Yves d’Alveydre)、埃利法斯·李維（Éliphas Lévi）、愛麗絲·貝利（Alice A. Bailey）、海倫娜·彼得羅芙娜·布拉瓦茨基（Helena P. Blavatsky）及帕普斯（Papus，本名Gérard-Anaclet-Vincent Encausse)) 認為，歐洲和美國的隱秘領導人在17世紀後期執行了原始的撒旦計劃，建立美國為第三羅馬帝國，一個新的亞特蘭提斯、新的共濟會國家，即「新世界秩序」。他們非常聰明的隱藏了這個計劃，透過在新國家的象徵符號內隱藏撒旦的數字，只有少數學者知道它真正的意義。
共濟會反駁了這些陰謀論的指控，他們表示該組織的目的是促進理性主義，使用的隱秘符號本身沒有神力，也不是共濟會原則的一部分，不論什麼符號都無法鞏固或控制權力。此外，也沒有公開訊息確認負責國徽設計的是共濟會成員。
一些陰謀論者（例如：美國現代陰謀論作家（如 Jim Marrs、William Cooper）則斷言共濟會在美國國徽的設計上有關鍵性影響，因為在設計如此重要意義的國家象徵物時，不可能是在無意中用上這些元素，唯一的理由就是設計者本身非常熟悉這些符號。事實上，自18世紀晚期至今，所有共濟會的聚集場所和建築物外，全都看到的「全視之眼」和沒有頂石的未完成金字塔符號，因此美國國徽的設計者應該本來就理解這些深奧符號的意義。此外，自1782年開始啟用的美國國徽、1935年開始啟用的一美元紙幣背面，都寫上了拉丁語「Annuit cœptis」和「Novus Ordo Seclorum」，意思是「上帝贊佑吾人基業」和「時代新秩序」。這兩句话都暗示美利堅合眾國是一個獨立的國家，並且屬於它的時代已經開始。它常常被陰謀論的理論家解釋為「新世界秩序」的公開暗示。
美國企業家帕特·羅伯遜在1991年寫了暢銷書《新世界秩序》，他在第177頁寫道：「世界上存在一個陰謀，它是透過共濟會、秘密的光明會、美國外交關係協會、三邊委員會和猶太銀行家組織而成的菁英集團策畫執行的。」。
加拿大陰謀理論家威廉·卡爾表示，美國民間和基督教右派的鼓動者越來越相信共濟會、光明會和猶太人正在謀劃全球性的陰謀。陰謀論者認為，羅斯柴爾德家族族控制著世界的貨幣供應。並與共濟會、光明會、「新世界秩序」和其他黑心的貨幣團體有深厚淵源。該家族也被認為是扮演世界政府的主要領袖之一，並被指責為個人利益發動戰爭、資助大屠殺和暗殺美國總統甘迺迪等，共濟會是邪惡魔教.

#### 美國歷史事實與正統學術意見
- 國徽設計過程共歷經三個委員會，多人參與：唯一可確認為共濟會會員的是班傑明·富蘭克林（Benjamin Franklin），但其構想並未被採納，最終設計出自查理斯·湯姆森（Charles Thomson）與藝術家威廉·巴頓（William Barton），兩人均非共濟會成員。
- 「全視之眼」雖為18世紀末以後共濟會流行符號，但早於18世紀前更普遍出現在基督教、天主教藝術與歐洲雕塑，象徵神的全知與護佑。[123][124]
- 未完成金字塔不是共濟會官方符號，未完成金字塔首次大量被共濟會使用要到19世紀晚期，僅於美國現代符號與陰謀論話語中出現「Masonic」詮釋。1782年設計美國國徽時，「全視之眼在金字塔上」的組合屬美國國徽原創，並非直接沿用自共濟會會所或建築設計。

## 大眾文化
- 国家宝藏
- 國家寶藏：古籍秘辛
- 驚字塔（英语：The Pyramid (film)）
- 生化奇兵3，渡鸦共济会章节

## 拓展阅读
- 香港壹周刊，2002年10月24日
- 《大英簡明百科》中“共济会”词条
- 《啟蒙運動百科全書》（上海人民出版社，2004）
- 《共济会宪章》The Constitutions of the Free-Masons，1734年，原作者James Anderson，整编者Benjamin Franklin与Paul Royster
- 《共濟會古代以及公認的苏格兰礼的道德與教义》Morals and Dogma of the Ancient and Accepted Scottish Rite of Freemasonry，作者Albert Pike（弗吉尼亞州裡士滿：L.H. Jenkins, Inc., 1942年）
- 《詞語書》The Book of the Words，作者Albert Pike (Kila, Mont.: Kessinger Publishing Co., n.d.)
- 《邓肯的共济会仪式与告诫》Duncan's Masonic Ritual and Monitor，1866年，作者Malcolm C. Duncan
- 《通往光明的橋樑》，Rex R. Hutchens（華盛頓：最高委員會，1988年）

### 官方网站
英伦共济会三大母会
- 英格兰联合总会（页面存档备份，存于）
- 苏格兰总会（页面存档备份，存于）
- 爱尔兰总会

中欧
- 德国共济会联合总会（页面存档备份，存于）
- 荷兰总会（页面存档备份，存于）
- 奥地利大东方总会（页面存档备份，存于）
- 瑞士阿尔宾娜总会（页面存档备份，存于）

北欧
- 瑞典总会（页面存档备份，存于）
- 挪威总会（页面存档备份，存于）
- 丹麦总会
- 冰岛总会（页面存档备份，存于）
- 芬兰总会（页面存档备份，存于）

南欧
- 法国大东方总会（页面存档备份，存于）
- 法兰西国家总会
- 法国人权会社（页面存档备份，存于）
- 法国女性共济会总会（页面存档备份，存于）
- 比利时大东方总会
- 西班牙大东方总会（页面存档备份，存于）
- 葡萄牙总会（页面存档备份，存于）
- 意大利总会（页面存档备份，存于）
- 意大利大东方总会（页面存档备份，存于）
- 希腊大东方总会（页面存档备份，存于）

东欧
- 俄罗斯大东方总会
- 乌克兰总会（页面存档备份，存于）
- 波兰总会（页面存档备份，存于）
- 捷克总会（页面存档备份，存于）

北美
- 宾夕法尼亚州总会（页面存档备份，存于）
- 华盛顿总会（页面存档备份，存于）
- 马萨诸塞州总会
- 加州总会（页面存档备份，存于）
- 夏威夷总会
- 苏格兰礼南方辖区（页面存档备份，存于）
- 苏格兰礼北方辖区（页面存档备份，存于）
- 美国约克礼*（页面存档备份，存于）
- 约克礼圣殿骑士团（页面存档备份，存于）
- 启明星兄弟会（页面存档备份，存于）
- 华盛顿纪念堂（页面存档备份，存于）
- 加拿大不列颠哥伦比亚省和育空地区总会
- 加拿大魁北克省总会

拉美
- 墨西哥约克礼（页面存档备份，存于）
- 巴拿马总会（页面存档备份，存于）
- 古巴总会（页面存档备份，存于）
- 海地总会（页面存档备份，存于）
- 委内瑞拉总会
- 秘鲁总会（页面存档备份，存于）
- 智利总会（页面存档备份，存于）
- 阿根廷总会（页面存档备份，存于）
- 乌拉圭大东方（页面存档备份，存于）
- 巴西总会

亚太
- 澳大利亚总会
- 新西兰总会（页面存档备份，存于）
- 马来西亚苏格兰分会
- 菲律宾总会
- 新加坡分会（页面存档备份，存于）
- 中國美生总会（页面存档备份，存于）
  - 第一分会  誼廬（页面存档备份，存于）
- 泰国分会
- 香港雍仁會館

（页面存档备份，存于）* 韩国苏格兰礼分会
- 日本总会（页面存档备份，存于）
- 印度总会
- 以色列总会（页面存档备份，存于）
- 黎巴嫩大东方（页面存档备份，存于）
- 土耳其总会

非洲
- 摩洛哥总会
- 马里人权会社（页面存档备份，存于）
- 博茨瓦纳总会
- 尼日利亚苏格兰礼总会
- 南非总会（页面存档备份，存于）

其他
- 共济会环球官网汇总（页面存档备份，存于）
- 共济会图书馆（页面存档备份，存于）
- 加拿大不列颠哥伦比亚与育空地区总会所官网地图
- A page about Freemasonry（页面存档备份，存于）
- 保罗·贝塞尔的共济会识别（页面存档备份，存于）
- 共济会信息网（页面存档备份，存于）
- 北美共济会服务协会MSANA（页面存档备份，存于）
- 今日共济会（页面存档备份，存于）
- 共济会杂志“Pietre Stones”（页面存档备份，存于）
- 英国共济会官方杂志（页面存档备份，存于）

### 相關網站
- 雍仁會館信託人法團(Zetland Hall Trustees Incorporation)
- 共濟會遮打獎學基金(Chater Masonic Scholarship Fund)
- 香港及遠東共濟慈善基金會 (Hong Kong and Far East Masonic Benevolence Fund)
- 遠東共濟慈善協會(The Far East Masonic Association for Charity)
- 堅尼地道1號會(One Kennedy Club(1KC) （页面存档备份，存于）)，舉辦不同的活動予新的和年輕的共濟會會員以及潛在會員